# 约翰·C·布雷肯里奇
約翰·卡貝爾·布雷肯里奇（英語：John Cabell Breckinridge，1821年1月16日—1875年5月17日）是美國律師、政治家、軍人。1851年至1855年間，他曾代表肯塔基州在聯邦眾議院出任議員。1857年至1861年間，他成為美國第14任副總統，上任時年僅36歲，是有史以來最年輕的副總統。1860年，他曾代表南方民主黨人挑戰總統寶座。南北战争爆發期間，他在聯邦參議院擔任議員，但在加入美利堅聯盟國（邦聯）後被驅逐。1865年，他獲委任為美利堅聯盟國戰爭部長。
布雷肯里奇出生於肯塔基州列克星敦附近一個顯赫的家庭。他曾經在1847年美墨戰爭期間以非戰鬥人員身份服役。1849年，他以民主黨人身份當選肯塔基州众议院議員，會上採取擁護州權、反對聯邦損害奴隸制的立場。1851年，他當選聯邦眾議員，並與史蒂芬·阿諾·道格拉斯結盟支持堪薩斯-內布拉斯加法案。1854年，由於州議會重新劃分選區，令他感到連任希望變得渺茫，於是決定在任期屆滿時卸任。在1856年的民主党全国代表大会上，他獲提名為副總統，以平衡以詹姆斯·布坎南為首的選票。最終民主黨勝出選舉，布坎南坐上總統寶座，但身為副手的布雷肯里奇卻對前者影響不大，而且作為參議院議長的他更無法在辯論中表達自己的觀點。他和布坎南一起支持承認堪薩斯州為蓄奴州、而非交由人民公投決定的萊康普頓憲法，導致了民主黨的分裂。1859年，肯塔基州議會挑選布雷肯里奇為聯邦參議員约翰·J·克里滕登的繼任人，後者任期於1961年屆滿。
南方民主黨人退出1860年民主黨全國代表大會後，南北雙方在马里兰州巴爾的摩分別舉行各自的代表大會，北方人提名道格拉斯為總統候選人，南方決定由布雷肯里奇出戰。第三黨憲法聯邦黨則提名田纳西州政客約翰·貝爾。三人平分了南方的選票，而反奴隸制的共和黨候選人亚伯拉罕·林肯在北方幾乎贏得所有選舉人票，從而勝出總統選舉。布雷肯里奇所得的選舉人票則排行第二。他在離任副總統後成為參議員，敦促各方妥協以維護聯邦。聯邦主義者控制了肯塔基州議會，並在邦聯軍隊進入該州時取得更多支持。
1861年9月，布雷肯里奇背棄聯邦轉投邦聯，並獲提拔為準將；12月，聯邦參議院通過決議，宣佈他為叛徒並逐出參議院。1862年夏羅之役後，他晉升為少將，於10月獲分配到布雷斯頓·布拉格領導下的密西西比軍團。後來，布拉格指控布雷肯里奇喝醉酒而導致查塔努加和斯通斯河戰事失利，布雷肯里奇則聯合其他高級軍官一同反批評布拉格。1864年，他獲邦聯總統傑佛遜·戴維斯指派為跨亞利加尼部負責人，再於同年取得其軍旅生涯中一場重要勝仗——紐馬克特之戰。在雪蘭多亞河谷參加由具伯·爾利中將指揮的戰役後，布雷肯里奇獲派保衛田納西州和弗吉尼亚州的補給。1865年2月，戴維斯任命他為戰爭部長，然而他已得出邦聯事業無望的結論，反力勸戴維斯安排投降。首都列治文陷落後，布雷肯里奇並未銷毀邦聯的檔案和記錄，使得這些資料得以流傳後世。他接著南下逃亡，經北卡罗来纳州、南卡罗来纳州、喬治亞州，在佛罗里达州坐船前往古巴，最後輾轉抵達英國，在國外生活了三年多。
1868年年末，安德鲁·约翰逊總統宣佈大赦所有前邦聯成員。身處加拿大的布雷肯里奇得知消息後南下返國，最終抵達家鄉勒星頓。回到肯塔基州後，他回絕了所有希望他重返政壇的請求，並重新擔任律師。由於戰爭時的舊傷導致他身體健康逐漸走下坡，即使經歷多次手術亦無法改善其病情。1875年5月17日，他因病情急速惡化而去世，享年54歲。他的遺體被安葬於列星頓公墓。布雷肯里奇被認為是位卓有成效的軍事指揮官，另一方面，雖然他在肯塔基州和其他南方各州很受歡迎，但在北方卻被不少人辱罵為叛徒。

## 早年生活
約翰·卡貝爾·布雷肯里奇在1821年1月16日於肯塔基州列克星敦附近的家族莊園「荊棘山」（Thorn Hill）出生。約翰的父親是約瑟夫·卡貝爾·布雷肯里奇，曾任肯塔基州众议院議長，並在他誕生前獲任命為州務卿。約翰的母親是瑪麗·克萊·布雷肯里奇（Mary Clay Breckinridge），是長老會牧師、漢普登-悉尼學院創辦人塞繆爾·斯坦霍普·史密斯之女，亦是美国开国元勋約翰·威瑟斯龐之孫。約翰在家中排行第四，是家中獨子，上有三個姊姊，下有兩個妹妹。2月，即約翰出生一個月後，布雷肯里奇一家隨州長约翰·亚岱尔搬往法蘭克福的州長官邸，好讓約翰的父親更有效地履行州務卿職責。
1823年8月，一種名為「流行熱」（the prevailing fever）的疾病襲擊法蘭克福，於是約瑟夫帶著孩子們前往列星頓與其母一同避疫。約瑟夫後來回到法蘭克福，但夫妻二人不幸染疫，最終約瑟夫因病離世，瑪麗則存活。由於約瑟夫留下的資產不多，不足以償還債務，於是約瑟夫的母親便建議瑪麗離開法蘭克福、重回列星頓與孩子們一同生活。約翰在列星頓生活期間就讀於伍德福德縣的皮斯加學院。祖母向他傳授了亡夫约翰·布雷肯里奇的政治哲學；約翰·布雷肯里奇曾在美國參議院任職，並在托马斯·杰斐逊總統麾下擔任司法部長，又在1798年擔任州議員時提出強調各州權利和贊同废止论的肯塔基決議案，以抗議聯邦政府的《客籍法和镇压叛乱法》。
1832年，約翰的母親和祖母發生爭執，後來約翰、妹妹萊蒂西婭（Laetitia）和母親三人搬往丹維爾，與另一名妹妹弗朗西斯（Frances）和其夫約翰·C·楊一同生活。楊是中央學院的校長，而約翰的叔叔威廉·布雷肯里奇（William Breckinridge）亦在該校執教鞭，促使約翰在1834年11月入學。他的同學包比利亞·馬戈芬、威廉·伯尼、西奧多·奧哈拉、托馬斯·萊奧尼達斯·克里滕登、傑里邁亞·博伊爾等。1838年9月，約翰取得文学士學位，接著便在新泽西州的新澤西學院（現普林斯顿大学）以「駐校畢業生」身份渡過冬天。1839年年中，他回到肯塔基州，並在法官威廉·奧斯利那裡攻讀法律。1840年11月，他直接在列星頓的特兰西瓦尼亚大学修讀第二年法律課程，講師包括兩位肯塔基州上訴法院成員——喬治·羅伯遜和托馬斯·亞歷山大·馬歇爾。1841年2月25日，他取得法学学士學位，並獲準於翌日執業。

## 初任律師
布雷肯里奇決定留在列星頓並在當地執業，又從同窗托馬斯之父约翰·J·克里滕登的圖書館借走法律書籍。他隨後覺得在列星頓執業的律師太多，於是改往法蘭克福，卻在當地找不到辦公室。1841年10月10日，情場失意的舊同學托馬斯·W·布洛克（Thomas W. Bullock）與布雷肯里奇一同前往艾奥瓦领地尋求更好的機會。向西行進時，兩人考慮在布雷肯里奇在伊利诺伊州傑克森維爾繼承的土地上定居，但他們發現當地法律界裡有很多能人，例如史蒂芬·阿諾·道格拉斯和亚伯拉罕·林肯。兩人繼續朝愛荷華伯靈頓的方向前進；到了1842年至1843年冬天，布雷肯里奇向家人報告，稱他公司處理的案件比伯靈頓其他律師事務所還要多。在布洛克和愛荷華領地居民的影響下，布雷肯里奇認同民主黨的理念。1843年2月，他獲民主黨任命為得梅因縣民主黨委員會成員。肯塔基州的布雷肯里奇家族大多是輝格黨人；當叔叔威廉得知侄子的政治取向後，便宣稱：「我的感覺就像我聽說自己女兒被侮辱了一樣。」
1843年5月，布雷肯里奇重返肯塔基州。為了緩和母親與布雷肯里奇家族的關係，他耗費了更長時間留在當地，而在感染流行性感冒後他亦決定留下渡過夏天，而非回到寒冷的愛荷華領地。在家時，他遇到了布洛克的表妹瑪麗·賽琳娜·伯奇，並迅速墮入愛河。9月，兩人訂婚。10月，布雷肯里奇前往愛荷華領地並結束當地的法律業務，然後返回肯塔基州並與托馬斯的堂兄塞繆爾·布洛克（Samuel Bullock）建立法律夥伴關係。12月12日，布雷肯里奇與伯奇成婚，並定居在肯塔基州的乔治敦。這對夫婦育有六個孩子：約瑟夫·卡貝爾（Joseph Cabell，生於1844年）、克利夫頓·羅德斯（生於1846年）、弗朗西斯（Frances，生於1848年）、約翰·米爾頓（John Milton，生於1849年）、約翰·威瑟斯龐（生於1850年）、瑪麗·德莎（Mary Desha，生於1854年）。布雷肯里奇對自己作為律師的能力充滿信心，於1845年舉家搬回列星頓，並與律師詹姆斯·B·貝克結成夥伴關係。

## 美墨戰爭
作為美墨戰爭的支持者，布雷肯里奇希望獲肯塔基州著名民主黨人威廉·奧蘭多·巴特勒少將任命為參謀，可惜事與願違，巴特勒只提供無薪助手的職位，甚至建議他拒絕。1847年7月，布雷肯里奇在法蘭克福舉行的大規模軍事葬禮上致辭，悼念在布埃納維斯塔之戰中陣亡的肯塔基人。此番演說讓肯塔基州的輝格黨參議員亨利·克莱流下眼淚（其子小亨利·克莱亦在死難者之列），並啟發了詩人西奧多·奧哈拉寫下《亡者的露宿地》。
1847年8月31日，在肯塔基州州長威廉·奧斯利要求增設兩個團後，布雷肯里奇再次申請進入軍事委員會。奧斯利的顧問鼓勵這位輝格黨州長至少委任一名民主黨人，而輝格黨參議員約翰·J·克里滕登支持布雷肯里奇的申請。9月6日，奧斯利任命曼利厄斯·瓦列利乌斯·托马森為上校，托馬斯·萊奧尼達斯·克里滕登為中校，布雷肯里奇為肯塔基州第3步兵團少校。第3步兵團於11月21日離開肯塔基州，並於同月21日抵達墨西哥韋拉克魯斯州維拉克魯茲。當維拉克魯茲爆發嚴重的黄热病疫情後，第3步兵團便匆忙離開，趕往墨西哥城。報告顯示，布雷肯里奇在進軍期間只有兩日是騎馬代步，其餘時間都是步行，並讓疲憊的士兵坐在他的馬上。12月18日，第3步兵團抵達墨西哥城，但此時戰鬥已接近尾聲；直至1848年5月30日為止，他們沒有參加任何戰鬥，只是作為佔領軍留守該城。
在温菲尔德·斯科特針對吉迪恩·約翰遜·皮洛發起的調查法庭上，布雷肯里奇被任命為皮洛的助理律師，原因在於布雷肯里奇的法律專業知識比他的軍事訓練更受歡迎。為了破壞斯科特的總統野心，皮洛和他的支持者撰寫並發表了一系列信件，將美軍勝出康崔拉斯之戰和楚魯巴斯科之戰的功勞歸於自己，而非斯科特。另一方面，為了撇清關係，皮洛說服一名下屬，讓他宣稱原本由皮洛撰寫的信是出自自己手筆。歷史學家兼布雷肯里奇傳記作者威廉·C·戴維斯認為，布雷肯里奇「最不可能」知道皮洛陰謀的細節。布雷肯里奇在訴訟期間只盤問了一些證人，記錄亦顯示皮洛在庭審期間選擇自我代表。
第3步兵團於7月16日返回路易維爾，並於21日退伍。征戰墨西哥期間，這支千人團共有百多名士兵因病去世。雖然布雷肯里奇沒有參與戰鬥，但這次的兵役服務卻成了他在肯塔基州政治前景的資產。

## 從政

### 初入政壇
布雷肯里奇1844年總統選舉為民主黨候選人詹姆斯·诺克斯·波尔克站台。當法律夥伴抱怨布雷肯里奇在政治上花費太多時間後，他決定不競選斯科特縣的法院書記官。1845年，當地的民主黨人鼓勵布雷肯里奇爭取第八選區的國會席位，但他拒絕了這項提議，轉而支持同屬一黨但未獲提名的亞歷山大·基思·馬歇爾。作為普通人，布雷肯里奇反對主張禁止在美墨戰爭中獲得的領土上實行奴隸制的《威爾莫特但書》。在1844年總統選舉中，他支持民主黨的刘易斯·卡斯和威廉·奧蘭多·巴特勒，但他們敗給輝格黨的扎卡里·泰勒和米勒德·菲尔莫尔。他未有在選舉中投票；1860年9月5日，他在列星頓的一次演講中為自己的決定辯護：
但碰巧的是，有六位或八位先生陪着我，他們都是輝格黨人，他們說如果我不返回自己家鄉投票，他們都不會。反之，便會有六至七票投給泰勒，只有一票投給卡斯。我接受了他們的提議，然後一同去打獵。如果每個人都像我一樣做得很好，我們就會以4萬張多數票奪得這個州。

### 肯塔基州眾議院

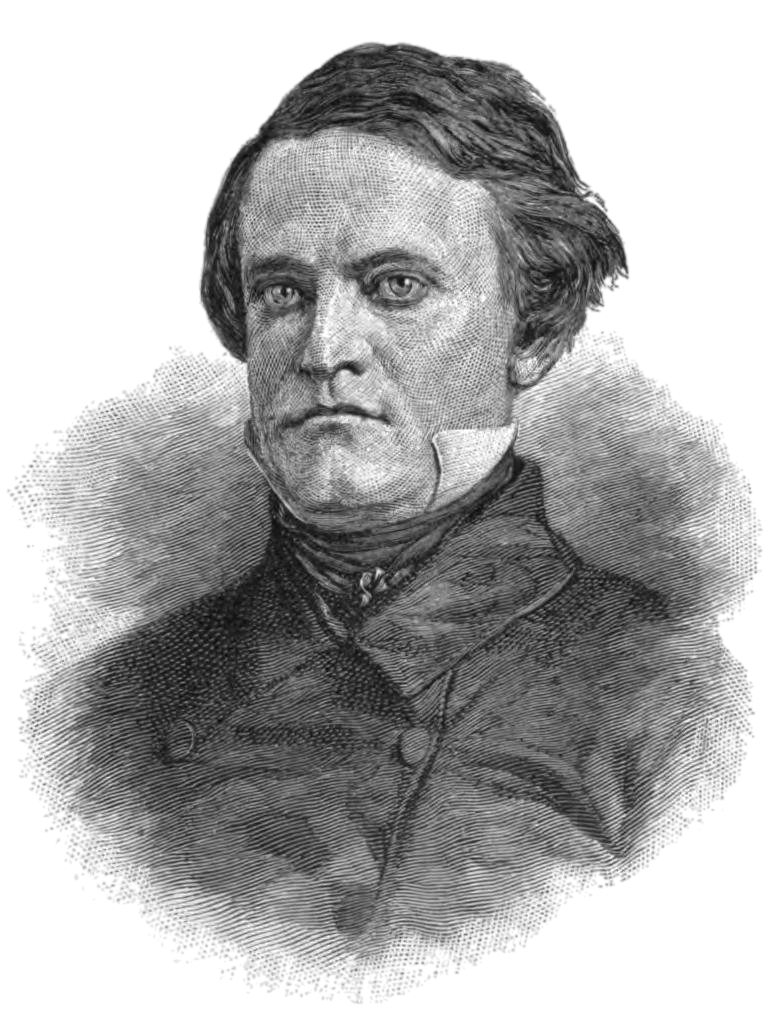
約1850年時的布雷肯里奇

1849年8月，肯塔基人除了選出眾議員和參議員之外，還需要選出代表參加制宪议会。布雷肯里奇兩位崇尚廢奴主義的叔叔威廉和羅伯特與卡修斯·馬塞勒斯·克萊一同為制憲議會和參眾兩院提名志同道合的候選人。作為回應，支持奴隸制的兩黨成員組織了自己的候選人名單，其中包括布雷肯里奇競選費耶特縣在眾議院的兩個席位之一。布雷肯里奇此時已擁有五名奴隸，他更公開宣布反對「以任何形式損害」奴隸制的法律保護。雖然他支持奴隸制，但他同時亦是反奴隸制的共济会和列星頓第一長老會成員。他之前還曾在法庭上代表自由黑人，表示支持自願解放，並支持致力於將自由黑人遷往利比里亚的肯塔基州殖民協會。
布雷肯里奇在選舉中取得1,481票，比次名多超過400票，是費耶特縣首次有民主黨人躋身州眾議院。布雷肯里奇的法律夥伴在1849年早些時候死於霍亂疫情；在選舉和立法會議期間，他與州長奧斯利的前任州務卿喬治·B·金基德（George B. Kinkead）建立了新的法律夥伴關係。他還與他人共同創辦半周刊民主黨報紙《肯塔基政治家》，又拜訪了表妹玛丽·托德和其丈夫亞伯拉罕·林肯。這是他首次與林肯見面，雖然存在政治分歧，但無阻兩人成為朋友。
當眾議院開會選舉議長時，布雷肯里奇取得多數票，但距離過半數還差八票。由於未能打破僵局，布雷肯里奇自願退選，議長落入輝格黨人托馬斯·賴利（Thomas Reilly）手上。傳記作者弗蘭克·H·赫克（Frank H. Heck）指出，布雷肯里奇在會議期間是眾議院民主黨核心小組的領導人，在此期間考慮的大多數措施都是屬於「地方或個人的，而且無論如何都是小事」。布雷肯里奇獲安排至眾議院的聯邦關係和司法常設委員會。他支持為內部改進分配資金的法案，此是輝格黨的傳統立場。當國會辯論亨利·克萊提出的妥協案時，聯邦關係委員會四名輝格黨人起草決議，敦促肯塔基州國會代表團支持妥協案，將其視為解決新領土上奴隷制問題的一個「公平、公正的基礎」。布雷肯里奇認為決議過於含糊，於是撰寫了一份少數派報告，明確否認聯邦有權干涉各州和領地的奴隸制。這兩套決議，以及參議院通過的一套，都被暫緩審議。
1850年3月4日，即會議結束前三日，布雷肯里奇請假照顧生病的兒子約翰·米爾頓，後者於同月18日離世。他選擇以工作麻醉自己，保持忙碌的日程安排，在州內的一系列會議上敦促通過擬議的憲法。他對憲法的唯一擔憂是缺乏修正程序。5月，憲法以壓倒性的優勢獲得批准。民主黨人想提名他連任，但被他拒絕，理由是「有私人和迫切」的問題。戴維斯寫道：「除了對兒子的離世感到悲傷之外，另一困擾著他的問題便是金錢。」

### 聯邦眾議院

#### 第一任期（1851至1853年）
在1851年1月8日的肯塔基州民主黨大會內，布雷肯里奇是其中一名代表，該會最後提拉扎勒斯·鮑威爾出任州長。一星期後，布雷肯里奇宣布挑戰第八選區的眾議員席位。這個選區綽號為「阿什蘭區」，原因在於它包含了輝格黨創始人亨利·克萊的莊園「阿什蘭」，以及克萊曾經代表過的大部分地區，是輝格黨的大本營。在之前的聯邦眾議院選舉中，民主黨甚至沒有派人出戰此區。布雷肯里奇的對手是前州議員萊斯利·庫姆斯，他與克萊保持著良好關係，又曾參與1812年战争，這些都有助他提高知名度，甚至有望輕鬆勝出。4月，兩位候選人在法蘭克福舉行辯論。5月，他們他們共同在第八選區拉票，每日都會演說。布雷肯里奇重申了他對美国宪法的嚴格建構主義觀點，並譴責輝格黨提倡的保護性關稅，宣稱「自由思想需要自由貿易」。他聲音強而有力，個性亦甚具魅力，與年長的庫姆斯的競選風格形成鮮明對比。在選舉日，雖然他只贏得該區七個縣中的三個，但在歐文縣他積累了2:1的勝利率，以677票在該縣勝出，最終以537票勝出選舉。肯塔基州十個選區有一半落入民主黨的控制，鮑威爾更成為自1834年以來首位民主黨藉的肯塔基州州長。
支持者推舉布雷肯里奇出任眾議院議長，但他拒絕接受提名，並與多數人一起投票給同鄉林恩·博伊德。雖然如此，但兩人屬於敵對派系，最後博伊德將布雷肯里奇安排在不受重視的外交委員會。1852年，巴特勒宣布有意角逐總統，卻被青年美國運動支持者指責他太老並且沒有明確表明對於奴隸制的立場；布雷肯里奇首次和隨後數次演講都旨在維護巴特勒。這些攻擊來自喬治·尼古拉斯·桑德斯的《民主評論》（Democratic Review）以及一些眾議員（包括布雷肯里奇的堂兄弟、來自加利福尼亞州的愛德華·C·馬歇爾），皆因他們都支持道格拉斯。他們最終自食其果，令道格拉斯失去提名，布雷肯里奇則因為維護巴特勒而聲名大噪。爭論過後，他在議會的辯論中更加活躍，但很少提出重要的法案。他為《1850年逃奴法》的合憲性背書並反擊俄亥俄州眾議員約書亞·R·吉丁斯，又擔心出現更多摒棄奴隷制的領土而反對安德鲁·约翰逊的《宅地法》。雖然他在競選時曾揚言聯邦資金只能用於「國家性質」的內部改善，但他仍然尋求增加撥款用於建設維護肯塔基州河流和港口，以及支持有利於他選區內大麻種植者的法案。
國會會期結束後，布雷肯里奇回到家鄉，每日都會拜訪居於列星頓、病入膏肓的克萊。克萊辭世後，布雷肯里奇被選中在下屆會議開始時在國會為克萊致悼詞。這份悼詞提高了布雷肯里奇的知名度，鞏固了他作為克萊政治繼承人的地位。在1852年總統選舉中，他還參與了候選人富兰克林·皮尔斯的競選活動。雖然皮雅斯以3200多票之差在肯塔基州落敗，但布雷肯里奇對他的影響力遠超即將離任的輝格黨總統米勒德·菲尔莫尔。皮雅斯就職後一週，他便提議任命布雷肯里奇為华盛顿领地總督。布雷肯里奇最初曾謀求這一職位，並獲鮑威爾和巴特勒的推薦信，但他最後決定留在肯塔基州並尋求連任眾議員。

#### 第二任期（1853至1855年）

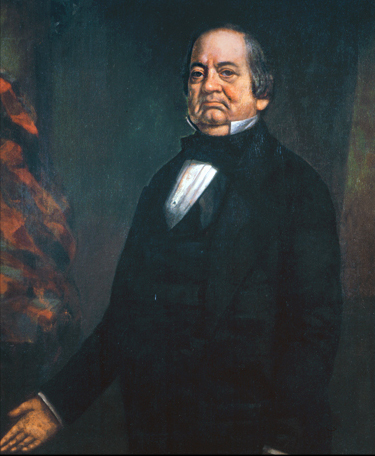
1853年，前肯塔基州州長羅伯特·P·萊徹未能將布雷肯里奇趕出議院

輝格黨為了奪回布雷肯里奇的眾議員席位，於是提名肯塔基州檢察長詹姆斯·哈蘭出戰；由於黨內部分派系反對他，哈蘭最終於3月退選。曾經在肯塔基州贏得14次選舉而且未嘗敗績的前議員和州長羅伯特·P·萊徹則成了輝格黨的第二選擇。兩位候選人都在第八選區極力開展競選活動，在5月至8月期間每日演講多次。萊徹選舉經驗豐富，但他那通俗易懂、充滿軼事的演說不夠精煉，受挫時亦容易大發雷霆。相比之下，布雷肯里奇演講時沉著冷靜，而且有理有據。卡修斯·克萊（Cassius Clay）多年來一直是萊徹的政敵，雖然他與布雷肯里奇在奴隸制問題上存有分歧，但仍然支持布雷肯里奇。萊徹利用克萊的支持以及布雷肯里奇叔叔們的廢奴理念，試圖將布雷肯里奇打成奴隸制的敵人。布雷肯里奇反指自己一貫支持奴隸制，並聲稱萊徹實際上敵視奴隸主的利益。雖然在前一年的總統選舉中，輝格黨候選人斯科特以超過600票的優勢勝出該區，但到了這場眾議院選舉，布雷肯里奇卻擊敗了萊徹，雙方票數差距達526票。他再次在歐文縣獲得巨大優勢，該縣的選票比居住在當地的合資格選民多出123張。為了報答這個可靠的民主黨縣的支持，他為兒子約翰·威瑟斯龐起了綽號「歐文」。
第33屆國會中，眾議院共有235名成員，其中有80位屬連任，布雷肯里奇便是其一。由於資歷增加，他獲分配至更受尊敬的歲入委員會，但未有如外間預料擔任委員會主席。雖然他支持皮爾斯以州權原則為基礎的親奴隸制議程，並認為国家分裂是合法，但反對將分裂視為解決國家當前問題的補救措施。這點加上他以前對於奴隸解放和非洲殖民的支持，平衡了他對奴隸制的支持。大多數人因此將他視為立場溫和的議員。
作為伊利諾伊州議員道格拉斯的盟友，布雷肯里奇支持他在堪薩斯-內布拉斯加法案中表達的人民主權理論。布雷肯里奇認為法案的通過將會令奴隸制問題從國家政治層面中消除（儘管它最終產生了反效果），他甚至擔當道格拉斯和皮爾斯之間的聯絡人，以確保法案能夠通過。在辯論中，來自纽约州的法蘭西斯·B·庫廷被布雷肯里奇的一句說話所激怒，要求解釋或收回，但布雷肯里奇將此要求視作提出決鬥。按照決鬥法，被挑戰者能夠決定所使用的武器以及雙方之間的距離。布雷肯里奇決定以步槍作武器，雙方相距60步，還指出決鬥應在他朋友弗朗西斯·普雷斯顿·布莱尔的家——马里兰州銀泉舉行。庫廷並沒有將布雷肯里奇最初的言論視為提出決鬥，但反認為後來對方的一系列決定是打算與自己決鬥，因此他提出以手槍作武器，雙方相距10步。當兩人試圖搞清楚究竟是誰發起決鬥、誰保留選擇條件的權利時，他們的共同朋友解決了這個問題並阻止決鬥發生。最近通過的肯塔基州憲法禁止任何參與決鬥的人擔任民選公職，和平解決這個問題可能挽救了布雷肯里奇的政治生涯。

#### 任滿

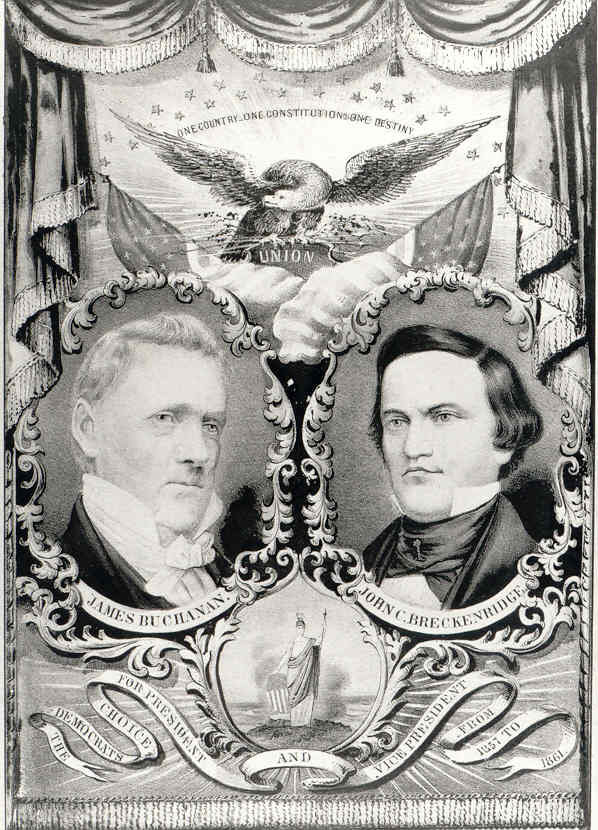
布坎南和布雷肯里奇的競選海報

1854年2月，輝格黨控制的肯塔基州议会在鮑威爾的否決下通過法案，重新劃分了布雷肯里奇的選區：抽走歐文縣，加入哈里森縣和尼古拉斯縣。除此之外，一無所知運動亦開始在肯塔基州興起，這令布雷肯里奇的連任希望變得渺茫，故他決定在任期屆滿時卸任眾議員。12月，美國駐西班牙公使皮埃爾·蘇勒在極具爭議的《奧斯坦德宣言》公開後，未能就美國收購古巴一事談判而辭職，於是皮雅斯提名布雷肯里奇出任此職。雖然參議院確認了提名，但布雷肯里奇於1855年2月8日回絕，只向皮雅斯稱此決定屬「私人和家庭性質」。他的眾議員任期於同年3月4日屆滿。
為了照顧病妻和重建個人財富，布雷肯里奇回到他於列星頓的律師事務所。除了法律業務，他還在明尼蘇達領地和威斯康辛州從事土地投機活動。布雷肯里奇的投機伙伴（但不包括布雷肯里奇本人）試圖向政府申請修建一條連接愛荷華州迪比克至鄰近他們物業的威斯康辛州蘇必利爾，卻被明尼蘇達領地總督威利斯·A·戈爾曼阻撓；為此，他們向皮雅斯請願，要求他罷免戈爾曼並委派布雷肯里奇接任。1855年，皮雅斯授權向戈爾曼展開兩次連續調查，但沒有發現任何可以證明他違規甚至足以免其職務的行為。在遠離政治的這段時間裡，布雷肯里奇還在家鄉推動賽馬運動的發展，並獲選為肯塔基州馬匹品種改良協會主席。

### 副總統（1857至1861年）
1856年，民主黨全國代表大會於俄亥俄州辛辛那提舉行，代表之一的布雷肯里奇支持皮雅斯連任總統。當皮雅斯連任的希望幻滅時，布雷肯里奇則與其他曾經的皮雅斯支持者一樣，改為支持道格拉斯。然而，即使道格拉斯有了這些額外的支持，他仍無法取得所需的三分之二多數票，於是他選擇退選，讓詹姆斯·布坎南成為民主黨總統候選人。出生於肯塔基州的伊利諾州眾議員威廉·亞歷山大·理查森隨後建議，提名布雷肯里奇擔任副總統將平衡布坎南的選票，並安撫不滿的道格拉斯或皮爾斯支持者。一位路易斯安那州代表在大會上提出布雷肯里奇的名字；雖然布雷肯里奇希望得到這項提名，但最終他拒絕了，理由是要尊重得到肯塔基州代表團支持的同鄉、前眾議院議長博伊德。
在首輪副總統選舉中，有十人得到選票，當中來自密西西比州的約翰·A·奎特曼以59票領先。儘管布雷肯里奇拒絕提名，但仍有八個州代表團投票支持他，使他以55票排名第二。另一方面，肯塔基州代表團的12票投向博伊德，令他以33票排行第三。鑑於首輪投票時布雷肯里奇的優勢，不少代表在第二輪時投他一票，而那些未有投票的代表亦深知布雷肯里奇提名成功是不可避免，於是改變了投票意向，使得這項提名一致通過。
與當時的許多政治候選人不同，布雷肯里奇積極參與布坎南和自己的競選活動。1856年9月的頭十日，他馬不停蹄地在俄亥俄州漢密爾頓和辛辛那提、印第安纳州拉法葉和印第安納波利斯、密西根州卡拉馬祖、肯塔基州卡溫頓、宾夕法尼亚州匹兹堡演說。在演講中，他強調共和黨人狂熱地致力於解放奴隸，假若對手當選將導致聯邦解體。自1828年起，民主黨從未在總統選舉中奪得肯塔基州；但是，布雷肯里奇的出現卻令民主黨在他家鄉以6000多票優勢勝出。結果，布坎南和布雷肯里奇獲得174張選舉人票，共和黨對手約翰·弗里蒙特和威廉·L·戴頓獲得114張選舉人票，一無所知黨候選人米勒德·菲尔莫尔和安德魯·傑克遜·唐尼爾森則獲得8張選舉人票。1857年3月4日，布坎南和布雷肯里奇宣誓就任；布雷肯里奇時年36歲，是美國歷史上最年輕的副總統，只比憲法規定的最低年齡高出一歲。
布坎南不滿布雷肯里奇在支持自己前曾經支持皮雅斯和道格拉斯。兩人關係變得緊張；當布雷肯里奇要求與布坎南進行私人會談時，他被告知要到白宮去找代布坎南管理這座豪宅的哈麗特·萊恩。布雷肯里奇覺得自己被輕視，因此拒絕執行這些指示。後來，布坎南的三位親信告訴布雷肯里奇，要求與萊恩小姐對話實際上是向白宮工作人員發出的秘密指示，讓他們帶領要求者與總統作私人會面。他們還轉達了布坎南對這次誤解的道歉。

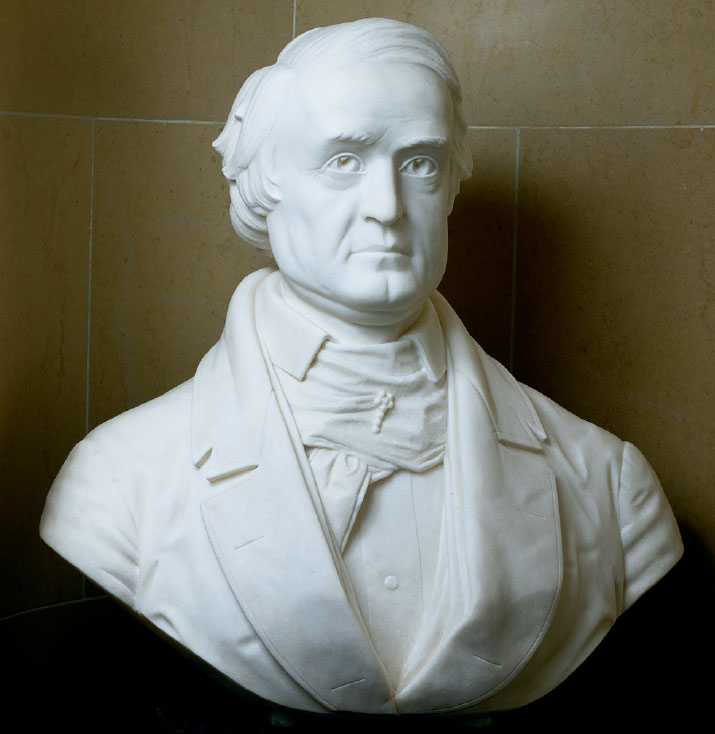
美國參議院副總統半身雕像收藏中的布雷肯里奇半身像

布坎南在作出贊助任命時很少征求布雷肯里奇的意見，兩者之間的會面亦很少。當兩人支持承認堪薩斯州為蓄奴州、而非交由人民公投決定的萊康普頓憲法時，他們決定設法疏遠包含格拉斯在內的北方民主黨人。布雷肯里奇、道格拉斯、來自明尼蘇達州的亨利·M·賴斯曾經計劃在华盛顿哥伦比亚特区建造三座精心設計的連體排屋，供他們居住，但後來卻因為政治分歧而令計劃難產。1857年11月，布雷肯里奇在特區找到新的居所後，便賣掉了一名女奴和她的小嬰兒。歷史學家詹姆斯·C·克洛特認為，此舉代表布雷肯里奇結束了他作為奴隸主的日子。當布雷肯里奇未有前往伊利諾州為道格拉斯競選連任參議員站台、只是給予冷淡的支持時，兩人關係便漸漸惡化。
身為參議院議長的布雷肯里奇在參與辯論時亦受到限制，但他因「優雅而公正地」主持會議而備受尊重。1859年1月4日，他獲邀在舊參議院議場發表最後演講；在演說中，他表示希望國會能夠找到一個可以保護聯邦的解決方案。自議場建成以來的半世紀間，參議院成員由32人增至64人。他指出，這些年裡憲法「在和平與戰爭、繁榮與逆境中倖存下來」，以保護「與公共秩序相容的更大個人自由」。他續表示，希望最終「另一個時代的另一個參議院將向全新和更大的會議廳展示這部充滿活力和不可侵犯的憲法，並且最後一代後人將見證美國各州代表的審議，他們仍然團結、繁榮、自由。」隨後，他帶領隊伍前往新參議院。布雷肯里奇反對聯邦政府可以脅迫一個州採取行動的想法，但堅持認為分裂雖然合法，卻非解決國家問題的辦法。
雖然約翰·J·克里滕登的參議員任期在1861年才屆滿，但肯塔基州議會在1859年便開始挑選他的繼任人。直到選舉前幾天，人們都認為這場選舉將是布雷肯里奇和副州長博伊德之爭；然而，博伊德的健康狀況不斷惡化，逼使他於1859年11月28日退選。議會須在布雷肯里奇和從8月州長選舉中落敗的約書亞·弗萊·貝爾之間選出繼任人。12月12日，議會以81票對53票通過提名布雷肯里奇接任克里滕登的參議員席位。同月21日，布雷肯里奇在肯塔基州眾議院發表提名演講，支持最高法院在斯科特诉桑福德案中作出的裁決（即國會不能限制該地區的奴隸制），並堅持認為約翰·布朗最近襲擊哈珀斯渡口是共和黨人堅持「黑人平等」或暴力的證據。他預言，某種形式的抵抗最終是必要的。他仍然敦促議會反對分裂，並稱「上帝保佑，永遠不要邁出這一步」，但他對日益增長的派系衝突的討論使一些人感到不安，包括他的叔叔羅伯特。

### 1860年競選總統

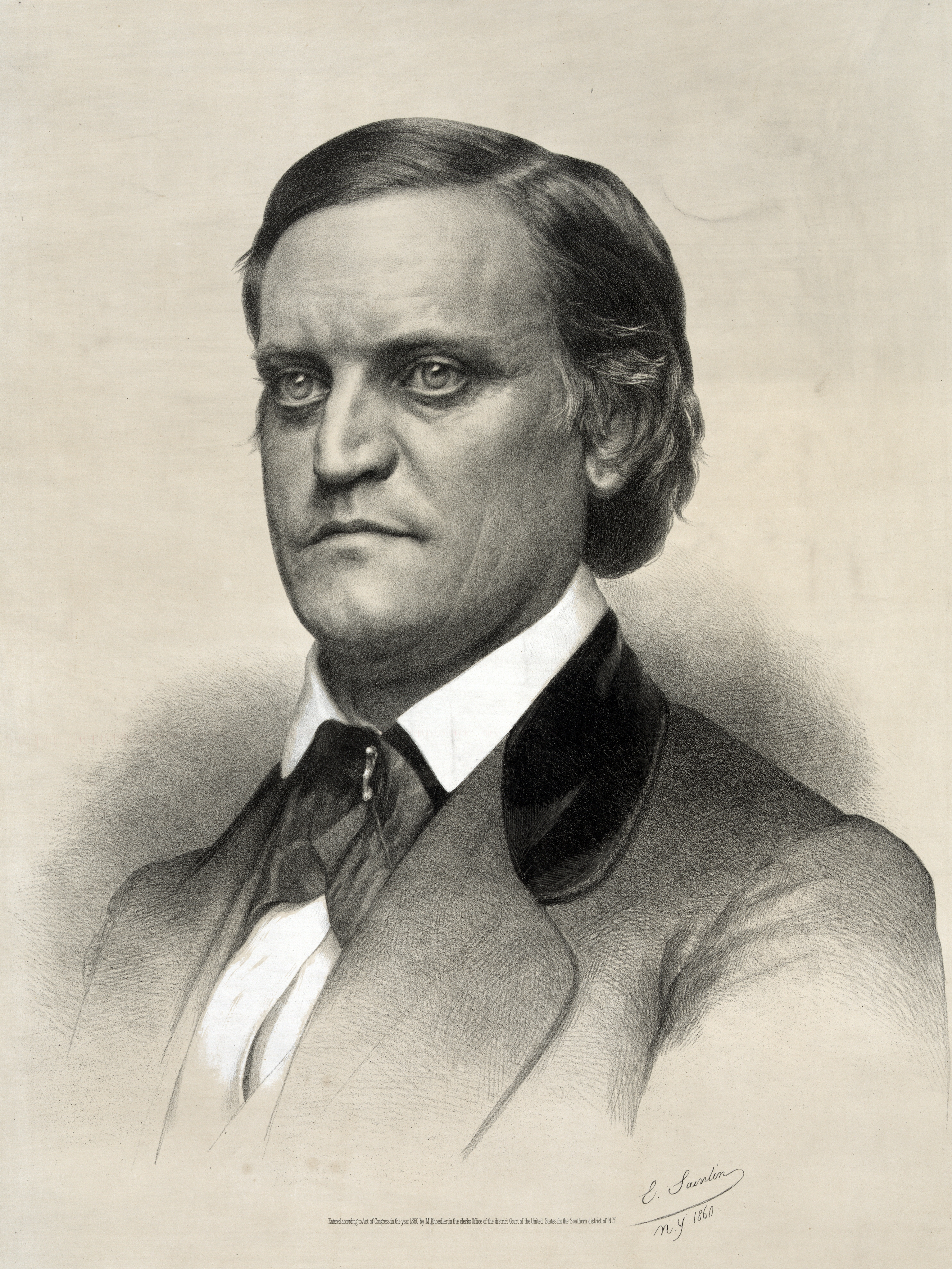
1860年由朱爾斯-埃米爾·聖坦繪畫的肖像

1859年初，南卡罗来纳州參議員詹姆斯·H·哈蒙德向朋友稱布雷肯里奇正在尋求民主黨總統候選人提名；直到1860年1月，布雷肯里奇才向家人透露他不尋求提名。《纽约时报》社論指出：「當布坎南的聲望和政治影響都在下滑時，副總統卻皎如日星。」被認為最有可能奪得民主黨總統候選人提名的道格拉斯堅信布雷肯里奇會參選，加上布坎南不情願的支持，以及布雷肯里奇公開支持聯邦奴隸法，這些因素再度加深兩人之間的裂痕。
1860年，民主黨在南卡羅萊納州查理斯頓舉行全國代表大會，雖然布雷肯里奇沒有出席，但早已指示支持者不要提名他，除非詹姆斯·格思里落選。在眾多支持者中有幾位著名的肯塔基人，包括前州長和現任參議員鮑威爾、前肯塔基州眾議員威廉·普雷斯頓（布雷肯里奇的遠房親戚）、法律合夥人貝克和詹姆斯·B·克萊。當阿肯色州的一名代表在第36輪投票中提名布雷肯里奇成為總統候選人時，貝克要求撤回，而這一請求亦得到批准。在57輪投票中，雖然道格拉斯得到不少票數，但未能取得所需的三分之二多數票，格思里則排名第二。鑑於未有候選人取得足夠票數，大會決定在6月18日於馬利蘭州巴爾的摩重新召開會議。
親南方的民主黨代表為了抗議大會早前未有在其綱領中採用聯邦奴隸法的內容而退場，亦不出席於巴爾的摩舉行的會議。原本亚拉巴马州和路易斯安那州的親南方代表都被道格拉斯的支持者所取代，導致道格拉斯和赫歇爾·V·約翰遜獲提名為正副總統候選人。五日後，親南方代表在巴爾的摩召開會議。在首輪投票中，布雷肯里奇獲得81票，另有24票投給了紐約州前參議員丹尼爾·S·迪金森。後來迪金森支持者亦改為投向布雷肯里奇，令後者獲得一致提名，而俄勒岡州參議員約瑟夫·雷恩的副總統提名則經鼓掌通過。雖然布雷肯里奇擔心此舉令黨內分裂，但他仍然接受了提名。8月，密西西比州參議員傑佛遜·戴維斯提出妥協方案，要求道格拉斯、布雷肯里奇以及憲法聯邦黨提名的田納西州政客約翰·貝爾一同退選，支持一名經協商所得出的候選人。布雷肯里奇和貝爾均同意此方案，但道格拉斯反對與貝爾這位「脫黨者」妥協，而且他的支持者亦對布雷肯里奇抱有強烈的厭惡，這使他們反對戴維斯的提議。
反對者知道布雷肯里奇相信分裂的權利，並指責他贊成聯邦解體；布雷肯里奇在法蘭克福的一次演講中否認贊成聯邦解體，宣稱：「我是一位美國公民，一位肯塔基人，我從來沒有做過任何不忠於憲法和聯邦的行為，亦未曾抱有任何不忠於聯邦的想法。」雖然他在北部各州的支持度很低，但預計南部各州大多數人（如果不是全部的話）都會支持他。這將使他獲得303張選舉人票中的120張，但為了獲得任何北方州份的支持，他必須儘量減少與南方各州的聯繫，並冒著他們改投貝爾的風險。一些布雷肯里奇的支持者認為，他最大的希望是將選舉權交給眾議院。甚至於，如果他能夠在據信支持他的13個州外，再取得一些原本支持道格拉斯或貝爾的州份的支持，他就可以擊敗據信得到15個州支持的共和黨對手林肯。布雷肯里奇在給戴維斯妻子瓦里納的信中寫道：「我相信我有勇氣引領一個渺茫的希望。」

1860年總統選舉結果（按候選人劃分的各州選舉人票）：紅色屬於林肯，綠色屬於布雷肯里奇，橙色屬於貝爾，藍色屬於道格拉斯

在這場四強爭霸之中，布雷肯里奇以18.1%的得票率位居第三位，但在選舉人團上卻排名第二。最終，這場大選結果由獲得180張選舉人票的林肯勝出，其他候選人的票數分別是：布雷肯里奇72票，貝爾39票，道格拉斯12票。儘管布雷肯里奇奪得深南部各州份的支持，但他在這些州份的支持主要來自奴隸人口較少的農村地區，奴隸人口較多的城市地區通常投票予貝爾或道格拉斯。布雷肯里奇還奪得兩個边境州——馬利蘭州和特拉華州——的支持。歷史學家克洛特根據這些結果指出，雖然道格拉斯堅持認為「在美國沒有一個分離主義者不是布雷肯里奇的人」，但在布雷肯里奇的支持中，黨派的忠誠度和經濟地位更有可能起到比奴隷制和分裂問題更突出的作用。布雷肯里奇在密蘇里州敗給道格拉斯，亦在弗吉尼亚州和田納西州輸給了貝爾。貝爾甚至在布雷肯里奇的家鄉肯塔基州勝出。另一方面，林肯橫掃北部大部分州份；由於新澤西州並非採用「勝者全得制」，林肯最終取得四票，道格拉斯則得三票。作為布坎南派的候選人，布雷肯里奇在賓夕凡尼亞州的支持率超越道格拉斯，在康乃狄克州亦獲得與道格拉斯相當的支持，但在其他北方州份只得到少量支持。1861年2月13日，身為副總統的布雷肯里奇有責任宣布林肯在選舉人團投票中獲勝。
1861年2月24日，布雷肯里奇在特區的威拉德酒店拜會林肯，此後他亦經常前往白宮拜訪表妹陶德（即第一夫人）。在選舉後跛腳鴨會期中，國會通過了由現任參議員鮑威爾起草的決議，呼籲成立一個十三人委員會（國家動盪局勢十三人委員會），以「審議總統致辭中與國家動盪有關的部分」。傳記作者赫克寫道：「布雷肯里奇任命了一個能幹的委員會，代表了每個主要派別。」布雷肯里奇支持克里滕登提出的妥協方案，即一系列旨在避免分裂和安撫南方的憲法修正案。他甚至利用自己作為參議院議長的影響力，試圖讓委員會或參議院批准，但未獲成功。最終，委員會報告稱他們無法就一項建議達成一致。3月4日，即會議最後一日，布雷肯里奇讓汉尼巴尔·哈姆林宣誓繼任副總統，哈姆林則為布雷肯里奇等新任參議員監誓。

### 聯邦參議院
在布雷肯里奇擔任參議員時，南卡羅萊納州、密西西比州、佛罗里达州、阿拉巴馬州、喬治亞州、路易斯安那州、德克萨斯州已先後脫離聯邦，餘下的南方參議員大多主張捍衛奴隸制。為了尋求在憲法原則下重新統一各州，他向林肯提出妥協方案，建議撤走進駐美利堅聯盟國（邦聯）各州的聯邦軍隊以免爆發戰爭。國會會期於1861年3月28日結束，布雷肯里奇隨即返回肯塔基州，並於4月2日向肯塔基州議會演講，主張各州和平和解並提議召開邊境州會議以尋求解決方案。4月12日，邦聯軍隊炮轟聯邦控制的桑特堡，此舉打斷了原訂的會議。布雷肯里奇建議州長馬戈芬召開主權會議，以決定肯塔基州是支持聯邦還是邦聯。5月10日，州議會選出六名代表以參加決定該州下一步行動的會議，成員包括州權派的布雷肯里奇、馬戈芬、理查德·霍伊斯，以及聯邦派的克里滕登、阿奇博爾德·迪克森、薩繆爾·史密斯·尼古拉斯。由於無法就實質性問題達成一致，代表們建議肯塔基州在內戰中持中立立場，並武裝自己以防聯邦或邦聯軍隊入侵。雖然布雷肯里奇不支持這一建議，但他同意一旦州議會批准便會遵守。
在6月的特別選舉中，親聯邦候選人奪得肯塔基州眾議院代表團十個席位中的九個。布雷肯里奇於7月返回參議院參加特別會議，但由於他同情邦聯，導致不少參議員視之為叛徒。他在會上譴責林肯為一場國會尚未正式授權的戰爭徵兵和向人員提供武器，在國會未同意撥款的情況下擅自挪用國家資金支付戰爭開支，以及暫停人身保護令，並認為上述舉動屬於違憲。在授權林肯將「政府全部資源」投放於戰爭的決議上，布雷肯里奇投下了唯一的反對票。當被問及如果他是總統他會作出什麼抉擇時，布雷肯里奇回答道：「相比起生活中能提供給我的任何目標，我寧願看到這些州份在真正的憲法原則下重新統一。但是，我更願意看到這些州份和平地脫離，而不是看到無休止、無目的、破壞性極大的戰爭。在戰爭的最後，我只看到公共自由和個人自由的墳墓。」8月1日，他宣稱如果肯塔基州站在聯邦政府一邊反對邦聯，「其他人將會替代他的位置在參議院發言」。
9月上旬，肯塔基州的中立立場被聯邦軍隊和邦聯軍隊所破壞（但聯邦聲稱沒有破壞，因為肯塔基州是聯邦的一部分）。3日，邦聯軍隊在列奧尼達斯·波爾克少將的指揮下，入侵了肯塔基州並佔領西南部城鎮哥倫布。隨後，聯邦軍隊亦在尤利西斯·格兰特准將的指揮下，於6日上午佔領俄亥俄河旁邊的帕迪尤卡。不久之後，肯塔基州的聯邦主義者以涉嫌同情邦聯的罪名逮捕前州長查爾斯·S·莫爾黑德，並關閉了發表親邦聯社論的《路易維爾信使報》報社。布雷肯里奇接到消息，稱聯邦的托馬斯·E·布朗萊特上校接下來打算逮捕他。19日，布雷肯里奇為免被拘留而離開列星頓。接著，他在普雷斯頓堡與喬治·W·約翰遜、喬治·貝爾德·霍奇、威廉·普雷斯頓、威廉·E·西姆斯等同樣同情邦聯的人士匯合，轉往維珍尼亞州阿賓登，並在該處乘搭火車前往邦聯控制的肯塔基州鮑靈格林。見狀，州議會立即要求他辭職。
在10月8日致選民的公開信上，布雷肯里奇堅稱聯邦已不復存在，肯塔基州應該自由選擇自己的道路。另一方面，他為自己同情南方邦聯一事辯護，並譴責聯邦主義的州議會，宣稱：「我以自豪的滿足感用美國參議院的六年任期換取了一位士兵的火槍。」11月6日，鑑於布雷肯里奇在前幾日已經正式加入联盟军，位於法蘭克福的美國聯邦地區法院決定以叛國罪起訴他。12月2日，參議院宣佈他為叛徒。同月4日，伊利諾州參議員萊曼·特倫布林宣讀決議：「來自肯塔基州的本機構成員約翰·C·布雷肯里奇加入了他國家的敵人，現在正拿著武器反對他曾發誓支持的政府；因此，參議院決定驅逐叛徒約翰·C·布雷肯里奇。」此項決議以36票支持0票反對得到通過。而在同年7月，亦有十名南方參議員被參議院驅逐。

## 南北戰爭

### 西部戰區
1861年11月2日，在前肯塔基州民兵指揮官、現聯盟軍準將西蒙·玻利瓦尔·巴克纳的推薦下，布雷肯里奇獲授予準將軍銜。6日，布雷肯里奇獲任命為肯塔基州第1旅的指揮官。該旅原本隸屬於巴克納的密西西比陸軍第2師，由阿爾伯特·西德尼·約翰斯頓將軍指揮。另外，該旅士兵覺得自己被肯塔基州聯邦政府拋棄，因此亦有著「孤兒旅」的綽號。數星期間，布雷肯里奇在城裡訓練軍隊，還參與了肯塔基州的臨時邦聯政府。雖然州首府法蘭克福的民選政府未有正式批准加入邦聯，但臨時政府的存在促使邦聯於12月10日接納肯塔基州。
1862年2月，約翰斯頓的部隊被迫撤出鮑靈格林。撤退期間，布雷肯里奇被委任為約翰斯頓預備役部隊的指揮官。4月6日，約翰斯頓決定從密西西比州科林斯的基地向北推進，攻擊停留在田納西州哈丁縣夏羅的尤利西斯·格蘭特部隊。其後，夏羅之役打響，當約翰斯頓試圖迫使敵軍進河時，布雷肯里奇率領預備役部隊參戰。儘管約翰斯頓在戰鬥中陣亡，但聯盟軍仍然取得穩步進展，直至接任指揮權的P·G·T·博雷加德在下午6時左右命令將軍們停止追擊，戰鬥才停止。翌日，重新集結的聯邦軍擊退了聯盟軍。布雷肯里奇的師團成了聯盟軍的後衛，駐紮在戰鬥前夜聯盟軍佔據的陣地上，而其他部隊則撤退。聯邦軍未有追擊他們。布雷肯里奇指揮的7,000人部隊在這場戰鬥中，共有386人陣亡，1,628人受傷，當中亦包括布雷肯里奇自己。

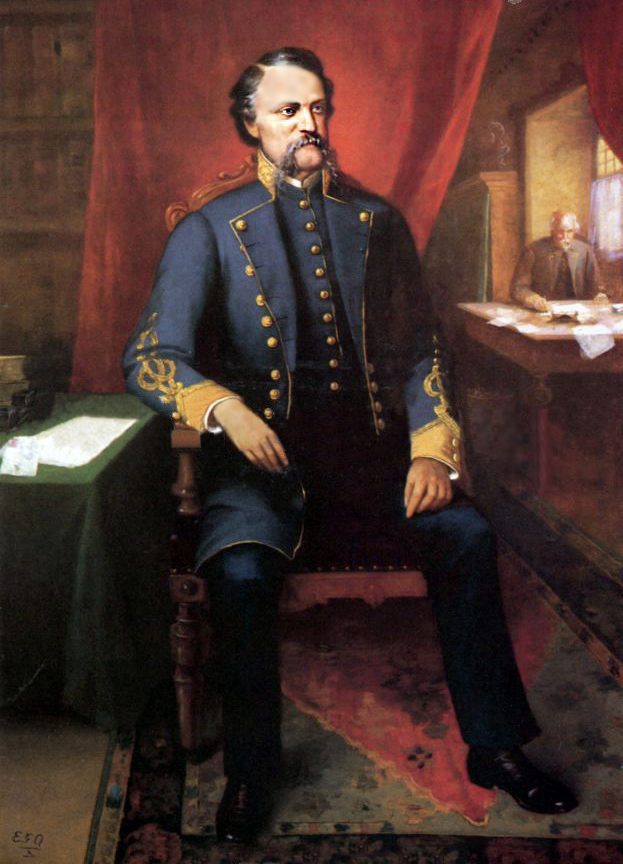
伊利帕萊特·弗雷澤·安德魯斯繪畫的布雷肯里奇肖像

1862年4月14日，布雷肯里奇因表現良好而獲擢升為少將。晉升後，他在密西西比州維克斯堡附近與厄爾·范·多恩會合。7月，聯盟軍在大多時間都等待著聯邦軍的進攻。最後，范·多恩命令布雷肯里奇試圖從聯邦軍手上奪回路易斯安那州巴吞魯日。雖然布雷肯里奇的部隊因疾病和逃兵而減少至約3,000人，但他們仍然在8月5日早上成功襲擊聯邦駐軍，摧毀了敵方補給，抓獲了幾名俘虜，並趕跑敵軍。聯邦軍被迫在砲艇掩護下撤退。炮廓鐵甲艦阿肯色號原本打算沿雷德河航行來支援布雷肯里奇的攻勢，但因機件故障而無法動彈，於是船員們將艦艇點燃並讓它順流而下，以威脅迎面而來的聯邦艦艇，同時防止它被敵軍俘獲。失去海軍的支援，布雷肯里奇深知陸軍無法守住這座城市，因此他在10時下令撤軍。
8月下旬，布雷肯里奇出任密西西比河下游地區的獨立指揮官，透過佔領路易斯安那州東巴吞魯日堂區哈德遜港來確保邦聯對這片地區的控制，並阻止聯邦沿密西西比河推進。與此同時，指揮密西西比軍團的布雷斯頓·布拉格將軍正在準備入侵肯塔基州，布雷肯里奇奉命加入。邦聯領導人相信布雷肯里奇的出現可以刺激當地的徵兵活動。范·多恩不願意失去對布雷肯里奇和其部下的指揮權，但當他在10月15日態度出現軟化之際，布拉格已經在佩里維爾之戰中落敗並撤離該州。布雷肯里奇和他的師團在田納西州默弗里斯伯勒與布拉格會合。由於肯塔基州已被聯邦牢牢掌握，布雷肯里奇的妻兒向南遷移，並在安全的情況下盡可能密切地跟隨其部隊。
布拉格對於布雷肯里奇與聯盟軍指揮官關係密切感到不滿，特別是與布雷肯里奇有關的约瑟夫·E·约翰斯顿、韋德·漢普頓三世、約翰·B·弗洛伊德、威廉·普雷斯頓。此外，他又認為布雷肯里奇在肯塔基州的戰役中姍姍來遲，導致他未能有效地招募更多志願者。12月，軍事法庭判定出身於肯塔基州的阿薩·劉易斯（Asa Lewis）下士犯下逃兵罪，布拉格隨即下令將其處決。當時劉易斯的徵召期已經屆滿，但他仍然繼續在肯塔基州第6步兵團服役，直至貧困的母親和兄弟姐妹懇求他回家為止。雖然劉易斯聲稱他在被捕時正在返回軍隊，不過布拉格決定殺一儆百來減少逃兵。據稱，布雷肯里奇在目睹劉易斯被處決後感到噁心，向前倒在馬上，需要部下的幫助。布雷肯里奇抗議布拉格的「軍事謀殺」，並勉強阻止了肯塔基州士兵的公開叛變。布雷肯里奇和布拉格之間的關係持續惡化，而布雷肯里奇認為布拉格無能的觀點亦逐漸得到許多聯盟軍軍官的認同。
在默弗里斯伯勒，布雷肯里奇的師團被分配給威廉·J·哈迪中將率領的軍，駐紮在斯通斯河東側。1862年12月31日，聯邦軍威廉·羅斯克蘭斯少將麾下的坎伯蘭軍團發動攻勢，斯通斯河之戰拉開序幕。布拉格的主力部隊最初擊退了聯邦軍，並命令布雷肯里奇在西岸增援他。但是，騎兵旅指揮官約翰·佩格拉姆準將卻錯誤地報告指一支龐大的聯邦軍隊正沿東岸推進，引致布雷肯里奇遲遲未有遵守命令。當布雷肯里奇決定渡河時，攻擊卻起不了任何作用，布拉格命令他返回對岸。1863年1月2日，聯邦軍的霍雷肖·P·范·克萊夫準將率領一個師團渡河，佔領了一座山脊。這個陣地危及位於聯盟軍其他戰線前面、處於戰場中心的列奧尼達斯·波爾克軍。布拉格不顧布雷肯里奇的建議，命令其師對聯邦軍陣地發起正面進攻。進攻前夕，布雷肯里奇寫信給普雷斯頓，稱：「如果[進攻]引起災難，而我亦在被殺之列，我希望你能對得起我的記憶，並向眾人說明，我認為這次進攻是非常愚蠢，且試圖阻止它。」
布雷肯里奇的部隊在下午4時發動攻勢，突破了聯邦軍防線，並迫使他們渡河。隨後，河流對岸的炮兵向布雷肯里奇的部隊開火，詹姆斯·S·納格利準將率領一師團馳援，協助已成一盤散沙、到處逃亡的聯邦軍。在短短一個多小時內，布雷肯里奇的部隊就有近三分之一被殺、受傷或被俘。有一則軼事稱，當他騎馬在倖存者中間經過時，他反覆喊道：「我可憐的孤兒！我可憐的孤兒呀！」這讓「孤兒旅」得到認可。布拉格的正式報告批評布雷肯里奇師團的行為，並將聯盟軍失敗的大部分責任歸咎於他。布雷肯里奇則向上級斷言布拉格的報告「未能公正地對待我師的行動」，他甚至請求成立調查法庭還他們一個清白，但遭拒絕。布雷肯里奇麾下的幾名肯塔基人已經將入侵他們家鄉的失敗歸咎於布拉格，他們更鼓勵布雷肯里奇辭去職務，並向布拉格發起決鬥。
1863年5月，布雷肯里奇被置於約瑟夫·E·約翰斯頓麾下，在密西西比州參與了傑克遜之戰，試圖打破聯邦軍在維克斯堡的包圍網，但未獲成功。7月4日，維克斯堡落入聯邦軍手中。8月28日，布雷肯里奇重新回到布拉格指揮之下。9月19日，布雷肯里奇的部隊參加奇卡莫加战役，但未獲安排任何行動。翌日，他率領丹尼爾·哈維·希爾麾下一個師團向聯邦軍發動攻擊。雖然聯盟軍成功突破聯邦軍防線，但主力部隊至少部分由於布拉格的猶豫不決而逃回田納西州。布雷肯里奇麾下3,769名士兵之中，有166人陣亡，909人受傷，165人失踪。
11月下旬，布雷肯里奇在查塔努加戰役中指揮一支布拉格軍。布拉格命令布雷肯里奇派出大量士兵增援哈迪軍，以致他沒有足夠兵力擊退约瑟夫·胡克和喬治·亨利·托馬斯針對傳教士嶺發起的聯合攻勢。布雷肯里奇的兒子約瑟夫·卡貝爾在戰鬥中被俘，後來在一次戰俘交換中獲釋。在布拉格的正式報告內，他指控布雷肯里奇在查塔努加和斯通斯河戰事（追溯）中喝醉酒。歷史學洛厄爾·H·哈里森指出，雖然布雷肯里奇經常喝威士忌，但他以千杯不醉而聞名。在布雷肯里奇提交辭呈並被接受之前，布拉格便將他調離指揮崗位。差不多兩年之後，即1865年5月1日，兩人才握手言和。

### 東部戰區

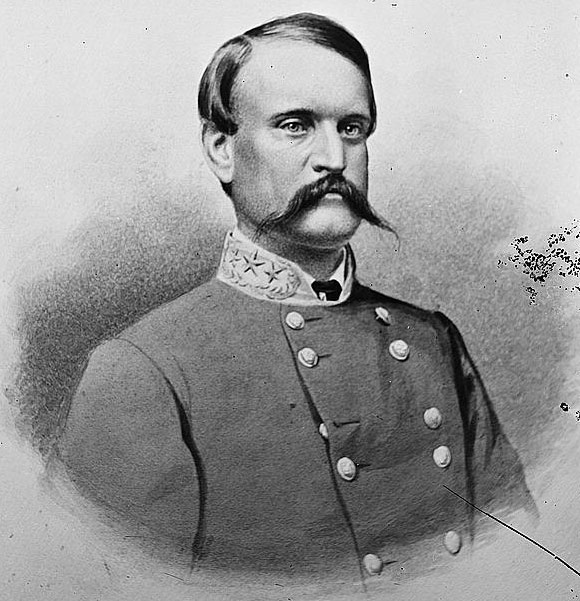
布雷肯里奇出任邦聯將軍時的肖像

1863年12月15日，布雷肯里奇在維珍尼亞州列治文告假。此前曾有謠言傳述布雷肯里奇去世，導致《紐約時報》發表了頗具諷刺意味的訃告，暗示布雷肯里奇是偽君子，他支持州權，而當他的家鄉選擇留在聯邦時，他又拋棄了家鄉。邦聯領導人對布拉格質疑布雷肯里奇的說法持懷疑態度。1864年2月，美利堅聯盟國總統傑佛遜·戴維斯派布雷肯里奇前往東部戰區，並讓他負責跨亞利加尼部（即後來的東田納西和西維珍尼亞部）。
5月5日，北維吉尼亞軍團指揮官羅伯特·E·李命令布雷肯里奇指揮一項與林奇堡戰役有關的任務：在維珍尼亞州溫徹斯特附近偵察弗蘭茲·西格爾部隊的動向。15日，布雷肯里奇率領4,800人部隊（當中包括261名來自维吉尼亚军事学院的學員），在紐馬克特之戰擊敗西格爾的6,300人部隊，並逼迫他們西渡谢南多厄河。透過此舉，布雷肯里奇的部隊成功保護李的側翼，保衛了關鍵的鐵路樞紐，並確保寶貴的小麥供應。李曾建議布雷肯里奇入侵馬利蘭州，但礙於洪水令波托马克河變得無法通行，他只能放棄。這次勝利成了他擔任將軍期間的一次優秀表現。從此時起，許多南方人便將他視為已故將領石牆傑克森的「合格繼承人」。布雷肯里奇在第二次克恩斯鎮之役的表現被更多人用來比較，因為石牆傑克森兩年前曾經在此處迎戰聯邦軍，從而展開了河谷會戰。在7月24日發生的第二次戰事中，聯盟軍具伯·爾利中將帶領13,000人襲擊並擊敗了由聯邦軍喬治·克魯克準將指揮的10,000人部隊。這次勝利使聯盟軍得以恢復入侵北方的行動。不久後，布雷肯里奇師增援李的北維珍尼亞軍團，並在冷港戰役中阻擋格蘭特部隊前進一事上發揮重要作用。戰鬥期間，布雷肯里奇師擊退了聯邦軍的強大攻勢，但他的馬匹被炮彈擊中，他亦因被壓於馬下而受傷。當李命令他指揮在皮蒙特之戰落敗的殘兵時，他仍然無法行走或騎行。6月10日，他乘火車前往石魚峽，並率領部隊進入維珍尼亞州林奇堡。接著，他與爾利中將的部隊會合，並在林奇堡之戰中及時出現，拯救落於下風的聯盟軍，以免他們遭受大衛·亨特領導的聯邦軍攻擊。
在爾利和康復後的布雷肯里奇將亨特趕到離城市逾97（60英里）的地方後，李命令兩人將雪蘭多亞河谷的聯邦軍清除，然後進入馬利蘭州，並探查華盛頓哥倫比亞特區的防禦情況。聯邦軍唯一一次認真嘗試挫敗聯盟軍遠征是在7月9日發生的莫諾卡西之戰中。雖然聯盟軍被拖延，但他們最終取得勝利，並繼續向華盛頓進發。在11日至12日的史蒂文斯堡之戰中，聯邦軍擊退了聯盟軍，其一原因在於聯邦政府利用從莫諾卡西之戰中獲得的時間調來增援部隊。在這場戰事中，林肯在史蒂文斯堡的城牆上觀看戰鬥，這亦是美國歷史上僅有一次有兩位參加同一次總統選舉的前對手隔著戰線互相對峙。戰鬥結束後，爾利決定撤退，而非攻擊戒備森嚴的聯邦首都。7月至8月間，爾利和布雷肯里奇守住了雪蘭多亞河谷；但在9月19日，菲利普·谢里登在第三次溫徹斯特之戰迫使他們撤退。約翰·布朗·戈登將軍曾告誡布雷肯里奇戰鬥時要小心，後者回應道：「好吧，將軍，如果我們的事業失敗的話，留給我的時間就不多了。」
在約翰·亨特·摩根將軍離世後，布雷肯里奇再次掌管東田納西和西維珍尼亞部的指揮權，並重組了這個非常混亂的部門。。在10月2日的第一次索爾特維之戰中，他的部隊即使在資源匱乏的情況下，仍然能夠從史蒂芬·G·伯布里奇率軍攻擊下保護重要的邦聯鹽場。翌日早上，他發現麾下士兵正在屠殺聯邦軍第5有色騎兵團大約45至100名受傷的黑人士兵。聽到槍聲後，他立刻上前阻止。菲利克斯·休斯頓·羅伯遜準將涉嫌參與其中，並吹噓自己殺了這些黑人。李將軍指示布雷肯里奇「對他提出指控並進行軍事審判」，但審判從未發生。
11月中旬，布雷肯里奇率兵突襲田納西州東北部，並在公牛峽之戰將阿爾文·卡倫·吉倫的部隊趕回諾克斯維爾。12月17日至18日，他在維珍尼亞州馬里恩遭到乔治·斯通曼少將率領聯邦騎兵兩路夾擊。布雷肯里奇在兩翼都寡不敵眾，一直抵抗著斯通曼的部隊，直到彈藥耗盡為止。斯通曼的部隊破壞了該區的邦聯鹽場、鉛礦、鐵路，並摧毀了位於布里斯托爾和阿賓登的補給站。三日後，斯通曼一方缺乏彈藥，布雷肯里奇軍則獲得充足的彈藥補給，並將前者趕離馬里恩。

### 聯盟國戰爭部長
1865年1月19日，詹姆斯·塞德登辭任美利堅聯盟國戰爭部長。2月6日，戴維斯任命布雷肯里奇成為新的戰爭部長，部分原因是為了平息外界對戴維斯政府日益增長的反對聲音。由於當初布雷肯里奇延後加入邦聯，因此有部分國會議員反對這項任命；後來，他在戰爭部推行有效的管理改革，議員們亦改為支持他出任此職。在議員的支持下，他擴大了戰爭部長的影響力，包括制定軍官分配和提出晉升建議，並為戰地指揮官提供戰略建議。他上任後第一件事便是將李提拔為陸軍總司令。在李報告他的部隊嚴重缺乏食物、衣服和補給後，布雷肯里奇建議解除邦聯軍需部長盧修斯·B·諾斯洛普的職務。繼任者艾薩克·M·聖約翰隨即改善了戰場上部隊的補給供應。
2月下旬，布雷肯里奇得出邦聯事業無望的結論。他將辦公室的日常運作交給助手約翰·阿奇波爾德·坎貝爾，自己則為投降鋪路。戴維斯希望繼續戰鬥，但布雷肯里奇力勸道：「這已經是一部壯麗的史詩。以上帝的名義，不要讓它在鬧劇中結束。」4月2日，李向布雷肯里奇發出電報，通知他當晚必須撤離列治文。布雷肯里奇指示坎貝爾組織邦聯內閣逃往維珍尼亞州丹維爾，自己則留在列治文監督官員和軍隊焚燒物資和設施，以防止即將入侵的聯邦軍隊使用它們。然而，他並未銷毀邦聯的檔案和記錄，使得這些資料得到保留，成為歷史。離開列治文後，他下令燒毀詹姆斯河上的橋樑。他的兒子克利夫頓·羅德斯當時在列治文的邦聯海軍服役，後來辭去職務並與父親一同南下去見戴維斯。
列治文的轉移工作完成後，布雷肯里奇在4月5日晚於維珍尼亞州法姆維爾與李部隊會合，並在那裡一直待到同月7日。接著，他繼續前往丹維爾，並於11日抵達當地；此時他才得悉李在9日已向聯邦軍投降，而邦聯內閣亦已逃往北卡罗来纳州格林斯伯勒。13日，他抵達格林斯伯勒，並建議內閣剩餘的聯盟軍應投降，此事只有戴維斯和國務卿犹大·本杰明反對。在貝內特廣場上，他協助約瑟夫·E·約翰斯頓與聯邦軍威廉·特庫姆賽·雪曼少將進行投降談判。雪曼後來讚揚布雷肯里奇的談判技巧，但雙方商定的投降條件後來被華盛頓認為過於慷慨而拒絶，迫使雪曼提出與格蘭特在阿波馬托克斯提出的相同條件，才得以接納。
4月18日，布雷肯里奇從約翰斯頓和雪曼口中得知林肯在四日前遇刺，並在彼得森住所辭世（1852年末身為眾議員的布雷肯里奇曾短居於此）。聽到這個消息後布雷肯里奇幾近崩潰；據目擊者的回憶，他說道：「先生們，南方已經失去了它最好的朋友。」
4月28日上午，布雷肯里奇騎馬進入南卡罗来纳州阿布維爾。他在該處與貝西·W·杜克準將說服了戴維斯，認為再度發起戰爭已經是毫無意義。戴維斯指派布雷肯里奇負責管理邦聯國庫中剩餘的15萬美元金幣；在乘坐火車南往佐治亞州華盛頓時，負責護送的士兵因幾個月沒有領到薪水而威脅在聯邦軍隊繳獲黃金之前瓜分鉅款。他游說士兵們放棄計劃，表示會要求財政部發放他們的工資，其後部分人拒絶繼續執行護送任務。5月4日，布雷肯里奇一行人抵達華盛頓，在從財政部支付了幾筆款項後，便將剩餘的錢存入當地銀行。他還寫了一封信給他剩餘的副手，指示解散戰爭部。

## 逃亡與自我流放
1865年5月5日，即戴維斯在佐治亞州華盛頓正式解散邦聯政府的同一日，布雷肯里奇遣散了大部分護衛，只留下為數不多的肯塔基人，並由表弟威廉·坎貝爾·普雷斯頓·布雷肯里奇指揮。他覺得自己有責任保護戴維斯，於是試圖聲東擊西，製造機會讓戴維斯逃走。第二日，布雷肯里奇的隊伍遇到了一支龐大的聯邦部隊；當表弟正與對方指揮官談判時，他率領一小隊人逃脫。他們騎馬向南穿越佐治亞州，於11日抵達米爾敦（即現今的萊克蘭）並在那裡停留幾日。得悉戴維斯被俘後，他只帶著一名軍事助理、一名貼身僕人和兒子卡貝爾離開米爾敦。15日，曾經是邦聯海軍上尉的逃亡者約翰·泰勒·伍德在佛羅里達州麥迪遜加入了布雷肯里奇的隊伍。布雷肯里奇和伍德決定逃往巴哈马，但礙於伍德對蚊蟲叮咬過敏，布雷肯里奇建議他向最近的聯邦官員投降。

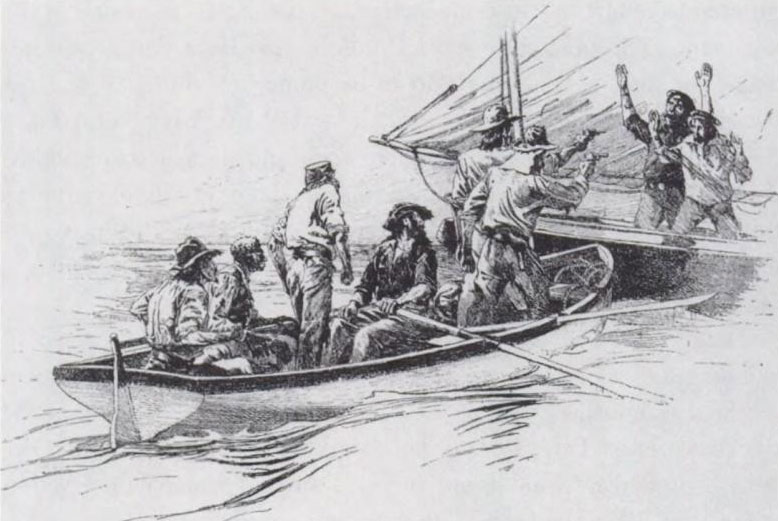
布雷肯里奇逃亡時劫持另一艘船的情景

在佛羅里達州蓋恩斯維爾，布雷肯里奇一行人找到邦聯上校約翰·傑克遜·迪克森，後者向他們提供一艘從被俘聯邦砲艇上奪來的救生艇。5月29日，他們沿著聖約翰河駛至巴特勒堡。接著，他們繼續沿河前往哈尼湖，然後在當地將小艇裝上馬車，再拖曳約19（12英里）到達印第安河上的沙角（即現今的泰特斯維爾）。31日，他們到達印第安河，但當他們打算沿河向南行駛時，他們需要拖著小艇越河流的泥灘和沙洲。他們在埃爾伯溪一處停了下來，將小艇拖上岸並作簡單修補；修補完成後，一行人繼續南下。他們在朱比特灣將小艇轉移至大西洋，然後繼續沿佛羅里達州海岸行駛，並在6月4日於現今棕榈滩一帶登陸。
6月5日，一艘聯邦輪船發現布雷肯里奇一行人，但他們成功說服船員誤以為他們在海岸邊覓食的獵人。兩日後，布雷肯里奇等人遇到一艘更大、且有桅杆和索具的船隻。他們追上後，解除了船上人員的武裝，並劫持了這艘船。作為補償，布雷肯里奇等人將舊船和二十美元黃金送給船主，並在交換完成後向對方歸還部分武器。布雷肯里奇等人決定靠著這艘船逃往古巴。他們從達拉斯堡出發，先後經歷了海盜、兩次重大風暴和物資匱乏等危機，最終於6月11日抵達卡爾德納斯。當時居住在該地的一位肯塔基人認出了布雷肯里奇，於是將他介紹給當地人，並擔任他的翻譯。他們獲當地居民給予糧食，並在一家旅館過夜。翌日早上，他們乘火車前往哈瓦那，布雷肯里奇甚至在當地得到一套房子。但是，他回絕了這個提議，決定與曾在加勒比海擔任邦聯特工的肯塔基人查爾斯·J·赫爾姆（Charles J. Helm）一同前往英國。

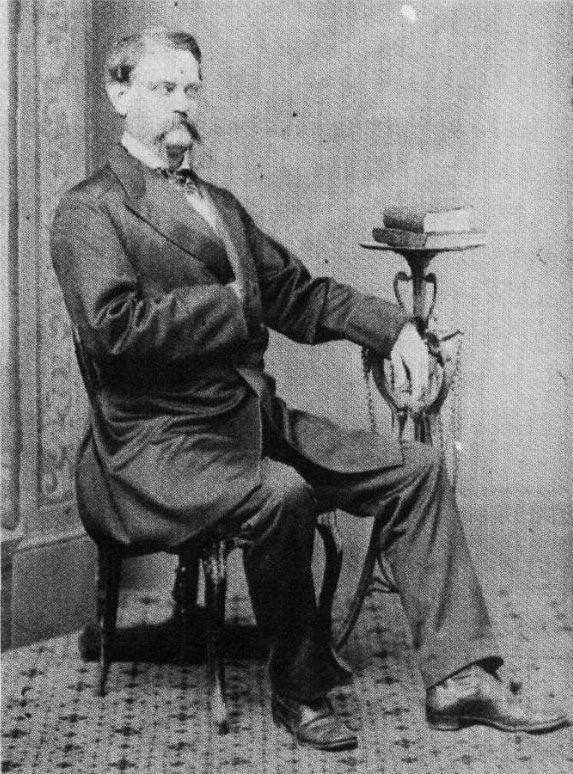
流亡巴黎時布雷肯里奇的照片

7月底，布雷肯里奇抵達英國，並諮詢了當地的前邦聯特工，成功與當時身處加拿大的妻子取得聯繫。9月13日，他再次橫渡大西洋，在多伦多與妻子和所有孩子（克利夫頓·羅德斯除外）團聚。一家人在多倫多過冬，先是住在酒店，後來又住在租來的房子裡。該市還有相當多的邦聯流亡者，而據布雷肯里奇妻子瑪麗所說，這足以「在我們之間形成一個相當愉快的社會」。1866年5月，布雷肯里奇一家搬到尼亞加拉定居。8月，醫生建議布雷肯里奇妻子搬往法國，該處的氣候可能對她的病情有幫助。約瑟夫·卡貝爾回到美國與弟弟克利夫頓·羅德斯一起創業，年僅12歲的瑪麗·德莎被送往紐約的親戚家生活，而其他家庭成員則前往歐洲，剩下的孩子分別在巴黎、凡爾賽以及瑞士沃韋讀書。由1866年中期至1868年初，布雷肯里奇遊覽了德國、奧地利、土耳其、希臘、敘利亞、埃及、聖地等地。由於妻子健康欠佳，她一直留在法國，直到1868年2月才前往意大利那不勒斯與他團聚。在意大利之行期間，他在羅馬會見了教皇庇護九世，並參觀龐貝古城。
儘管布雷肯里奇渴望返回美國，但仍然害怕被捕。1868年6月，他舉家搬回加拿大尼亞加拉。雖然在1866年2月10日肯塔基州議會70名議員代表他向總統安德鲁·约翰逊尋求特赦，但在美加邊界的範圍內他堅持拒絕請求赦免。1868年1月8日，路易維爾市議會指示肯塔基州國會代表團尋求布雷肯里奇返國後不會遭到起訴的保證。布雷肯里奇的昔日法律合夥人貝克當時是參議員，他在1868年12月11日致信布雷肯里奇，稱詹森很可能會對所有前邦聯成員發出大赦。他在信中亦表明擔心大赦只適用於身處美國的人，因此建議布雷肯里奇應在大赦發布前返國。

## 重返美國

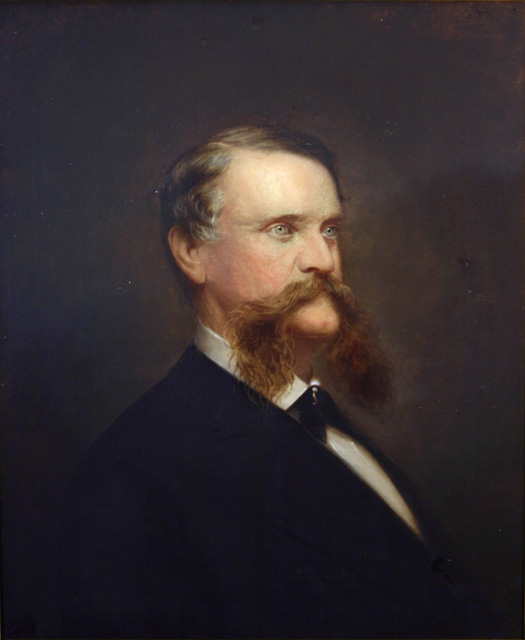
戰後布雷肯里奇的肖像

1868年12月25日，總統安德鲁·约翰逊宣布大赦所有前邦聯成員。當時仍身處加拿大的布雷肯里奇在當地逗留了幾週，以確保得到即使特赦令發布時他並不在美國但仍然對他有效的保證。1869年2月10日，布雷肯里奇離開加拿大，南下時多次停留探望家人和朋友，並於3月9日抵達家鄉列星頓。雖然他在肯塔基州度過餘生，但從未在當地買房，他先住在酒店，後來在西二街租了一套房子。
南方許多保險公司要求布雷肯里奇以各種身份加入他們。1868年8月，他成為維珍尼亞州皮蒙特人壽保險公司（不久後更名為皮蒙特和阿靈頓保險公司）肯塔基州分公司的經理。另一方面，華盛頓學院（現為华盛顿与李大学）亦向他提供教授職位。已成為該校教員的前邦聯上校威廉·普雷斯頓·約翰斯頓敦促他接受，但他最終拒絕了這份差事。布雷肯里奇後來恢復了律師執業資格，合夥人是27歲的前邦聯士兵羅伯特·A·桑頓（Robert A. Thornton）。他強烈支持修建經列星頓連接辛辛那提和查塔努加的辛辛那提南方鐵路，又在鐵路公司出任總法律顧問。路易維爾官員認為此舉將打破路易維爾和納什維爾鐵路對南方貿易的近乎壟斷地位，於是試圖阻止。1870年1月25日，他向眾議院和參議院鐵路委員會提交了他的方案，雖然當時被拒絕，但在兩年後卻獲批准。工程於1873年展開。
布雷肯里奇的其他鐵路投資不太成功。在有生之年，他未能確保在威斯康辛州蘇必利爾及周邊地區的房地產附近修建鐵路。作為新成立伊麗莎白敦、列星頓和大桑迪鐵路公司（Elizabethtown, Lexington, and Big Sandy Railroad）總裁，他得到實業家柯利斯·波特·亨廷頓的資金支持，修建了連接伊麗莎白敦和列星頓與大桑迪河的鐵路，成為連接這些城市與大西洋路線的一部分。1871年6月，亨廷頓投資公司並成為總裁，布雷肯里奇則退任副總裁。1873年恐慌期間，公司為了興建連接列星頓和芒特斯特靈的鐵路而耗盡了所需的投資資金。擬議的路線最終於1881年竣工。
布雷肯里奇拒絕了所有重返政壇的要求，當中包括尤利西斯·格蘭特總統的請求，並堅稱：「我再感受不到以前的政治刺激，現在的我就好像死火山一樣。」由於他曾經是邦聯一員，因此根據第十四條修正案第三款規定，參眾兩院需要三分之二票數才能允許他擔任公職。但是，他從未表示有興趣尋求這種批准。1870年3月，他以私人身份演說，公開譴責三K党的行為。1872年，他支持通過一項州法令，成功令黑人在法庭上針對白人的證詞合法化。

## 離世

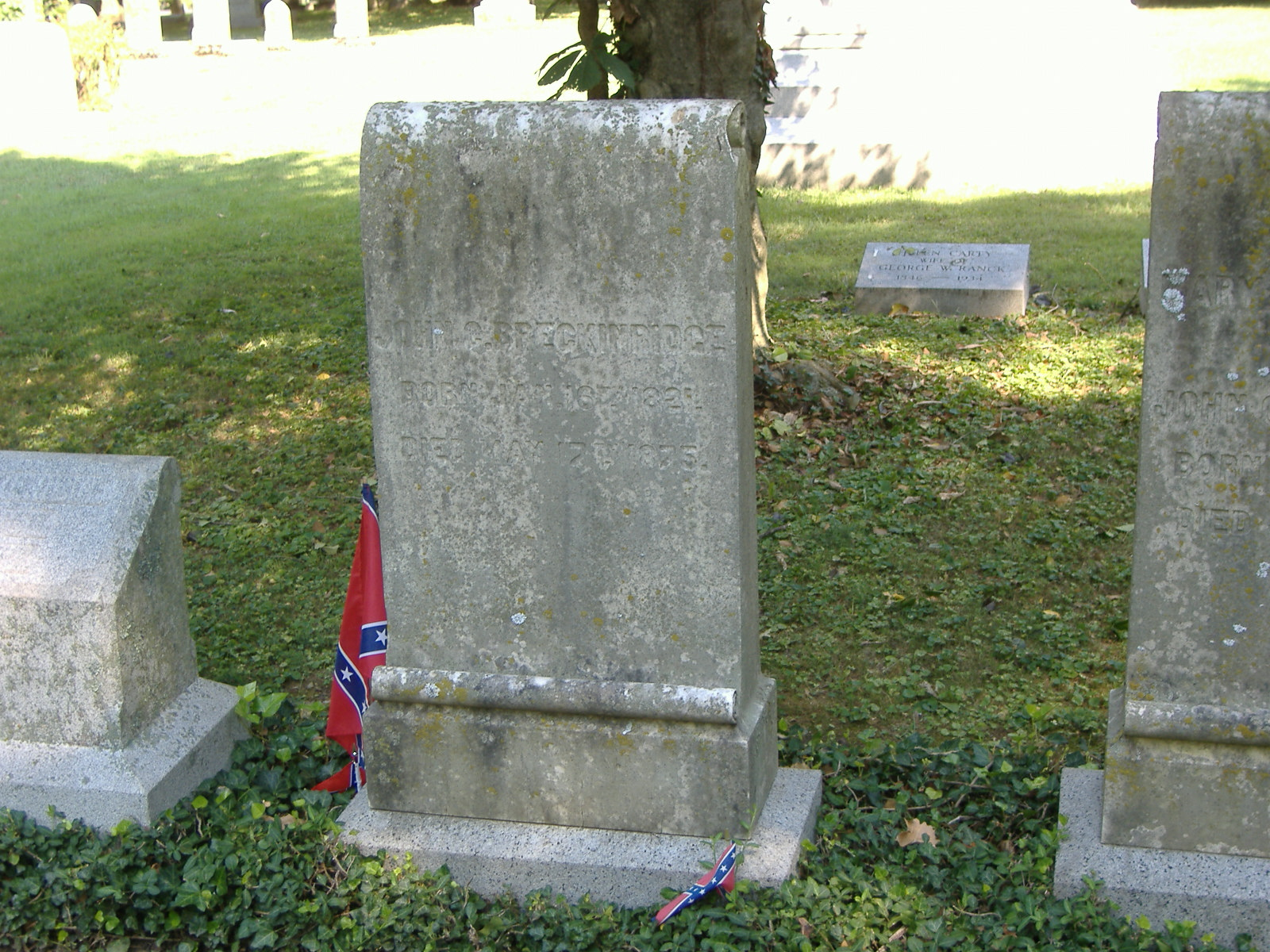
布雷肯里奇的墓碑

1873年，布雷肯里奇的健康開始出現問題，他將之稱為「胸膜肺炎」。縱使經歷多次手術，甚至出遊紐約海岸和維珍尼亞山脈，都未能改善他的病情。1875年5月，他諮詢了外科醫生劉易斯·塞爾和薩繆爾·D·格羅斯，兩人均認為他在戰爭期間肝臟受傷導致的肝硬化是導致他身體欠佳的元兇。而更迫切的問題是，他一邊肺部有三分之二充斥著液體。同月11日，塞爾試圖創建人工造口以便液體排出；雖然塞爾未能完成整場手術，但仍然能排走布雷肯里奇肺內部分積水，緩解他的狀況。在貝克和弗蘭克·K·亨特（Frank K. Hunt）協助下，布雷肯里奇立下遺囑。17日上午，塞爾透過另一次手術進一步減輕布雷肯里奇的痛楚，但在下午他的病情急速惡化，延至下午5時45分左右不治，享年54歲。他被安葬於列星頓公墓，靈柩由貝西·W·杜克率領送葬隊伍護送。

## 影響

### 歷史名聲
作為軍事指揮官，布雷肯里奇受到部分人的高度尊重。邦聯成員喬治·M·埃德加在描述布雷肯里奇的表現時寫道：
布雷肯里奇將軍在戰場上幾乎沒有任何上級領導。除了具備非凡勇氣之外，他還有一雙敏鋭的眼睛，能辨別出敵人陣地的強弱，善於利用麾下部隊發揮出最大的優勢，而且行動敏捷，這讓我想起了傑克遜。
1875年5月20日，《路易維爾信使報》宣稱布雷肯里奇才是「真正代表叛亂這一實際力量及其根本原因的人」。北方人對他的評價很差，《紐約時報》在1863年刊登的「訃告」甚至稱他為「卑鄙又邪惡的叛徒」。
歷史學家格雷迪·麥克海尼形容布雷肯里奇是個莊重且正直的人，有著高大、優雅、英俊的外表，舉止親切，聲音悅耳，演講富有說服力，受到選民、士兵、婦女的高度讚賞，甚至被譽為肯塔基州騎士精神的化身。一些同時代的人更稱：「他看起來很高貴，甚具女人緣，我以前從未見過如此銳利的藍眼睛。他的外表比大多數男人更為優越。」

### 紀念
儘管英語拼寫有別，但明尼蘇達州布雷肯里奇、密蘇里州布雷肯里奇、德薩斯州布雷肯里奇、科羅拉多州布雷肯里奇等城鎮均以布雷肯里奇的名字命名。科羅拉多州布雷肯里奇的英語拼寫原為，但在布雷肯里奇為當地設立郵局後，該鎮便將鎮名改為以作紀念。1860年至1865年間，位於亞利桑那領地阿拉韋帕溪和聖佩德羅河交匯處的軍事哨所曾以布雷肯里奇為名（即布雷肯里奇堡）。南北戰爭期間，該處的名稱一度被改為斯坦福堡以緬懷加利福尼亞州州長利兰·斯坦福，但後來又改回舊稱。戰爭結束後，該處的名稱改為格蘭特營。在1855年至1862年間，堪薩斯州萊昂縣曾稱作布雷肯里奇縣。另外，肯塔基州布雷肯里奇縣雖然亦以布雷肯里奇為名，但紀念對象卻是其祖父、司法部長约翰·布雷肯里奇。
1887年，肯塔基州政府在勒星頓費耶特縣法院外的草坪上矗立了紀念碑，以紀念在當地出生和離世的布雷肯里奇。1997年，紀念碑獲列入《國家史蹟名錄》。紀念碑在2017年被拆除，後在2018年獲重新安置於勒星頓公墓、其家族墓地所在區域之內。肯塔基大学歷史學教授艾米·穆雷爾·泰勒宣稱：「這些雕像不是亦從來沒有中立地表現內戰歷史，相反，它們是戰後對種族歧視的解釋和體現。」
在2014年電影《失鞋戰場》中，布雷肯里奇一角由傑森·艾塞克詮釋。

## 腳注
1. 1 2  Harrison 1973，第125頁.
2. ↑  Kleber 1992，第117頁.
3. ↑  Davis 2010，第10頁.
4. 1 2  Heck 2014，第3頁.
5. ↑  Heck 2014，第4頁.
6. ↑  Heck 2014，第5頁.
7. ↑  . Biographical Directory of the United States Congress.   [2023-08-05]. （原始内容存档于2023-06-10） （英语）.
8. 1 2 3  Klotter 2006，第97頁.
9. ↑  Heck 2014，第1頁.
10. ↑  Heck 2014，第6頁.
11. 1 2  Davis 2010，第14頁.
12. ↑  Heck 2014，第9頁.
13. ↑  Davis 2010，第15頁.
14. 1 2  Heck 2014，第10頁.
15. ↑  Heck 2014，第10-11頁.
16. ↑  Heck 2014，第11頁.
17. ↑  Klotter 2006，第99頁.
18. 1 2  Davis 2010，第21-22頁.
19. ↑  Davis 2010，第22頁.
20. ↑  Heck 2014，第12頁.
21. 1 2  Heck 2014，第13-14頁.
22. ↑  Heck 2014，第14頁.
23. 1 2 3 4 5 6  Klotter 2006，第102頁.
24. ↑  Davis 2010，第29頁.
25. ↑  Heck 2014，第16頁.
26. 1 2 3 4 5 6 7 8 9 10 11 12 13 14 15 16  . Charles Scribner's Sons. 1936  [2023-08-05]. （原始内容存档于2023-06-10） （英语）.
27. 1 2 3  Heck 2014，第20頁.
28. 1 2 3 4  Klotter 2006，第103頁.
29. 1 2  Heck 2014，第21頁.
30. 1 2  Davis 2010，第34頁.
31. 1 2 3 4  Heck 2014，第22頁.
32. ↑  Tschanz, David W. . Montana State University.   [2023-08-05]. （原始内容存档于2023-04-21） （英语）.
33. 1 2 3  Sifakis 1988，第71頁.
34. ↑  Davis 2010，第37頁.
35. 1 2 3  Heck 2014，第23頁.
36. 1 2 3 4  Davis 2010，第38頁.
37. 1 2  Davis 2010，第30頁.
38. 1 2  Davis 2010，第31頁.
39. ↑  Davis 2010，第33頁.
40. ↑  Breckinridge, John C. . The New York Times. 1860-09-05  [2023-08-05]. （原始内容存档于2019-01-17） （英语）.
41. ↑  Heck 2014，第26頁.
42. 1 2  Heck 2014，第24頁.
43. 1 2 3 4 5  Klotter 2006，第113頁.
44. 1 2  Davis 2010，第43頁.
45. 1 2 3 4 5  Klotter 2006，第104頁.
46. ↑  Davis 2010，第45頁.
47. 1 2 3  Heck 2014，第28頁.
48. 1 2 3 4 5 6 7 8 9 10 11 12 13 14 15 16 17 18 19 20 21 22 23 24 25  . United States Senate.   [2023-08-05]. （原始内容存档于2017-10-21） （英语）.
49. 1 2  Davis 2010，第46頁.
50. ↑  Heck 2014，第29頁.
51. 1 2 3  Heck 2014，第30頁.
52. 1 2  Davis 2010，第48頁.
53. ↑  Heck 2014，第31頁.
54. 1 2 3  Davis 2010，第49頁.
55. 1 2  Heck 2014，第33頁.
56. 1 2  Heck 2014，第33-34頁.
57. ↑  Davis 2010，第53頁.
58. 1 2  Klotter 2006，第105頁.
59. ↑  Davis 2010，第55-56頁.
60. 1 2  Heck 2014，第34頁.
61. ↑  Davis 2010，第58頁.
62. 1 2 3 4  Klotter 2006，第107頁.
63. ↑  Davis 2010，第59頁.
64. 1 2  Davis 2010，第65-68頁.
65. 1 2  Davis 2010，第68頁.
66. 1 2  Davis 2010，第69-70頁.
67. 1 2  Heck 2014，第37頁.
68. ↑  Heck 2014，第38頁.
69. 1 2  Davis 2010，第76頁.
70. ↑  Davis 2010，第76-77頁.
71. ↑  Davis 2010，第77頁.
72. 1 2 3 4 5 6  Harrison 1973，第126頁.
73. ↑  Klotter 2006，第105-106頁.
74. 1 2 3 4 5  Klotter 2006，第106頁.
75. 1 2  Heck 2014，第35頁.
76. ↑  Heck 2014，第45頁.
77. ↑  Heck 2014，第46-47頁.
78. 1 2  Heck 2014，第47頁.
79. 1 2  Heck 2014，第48頁.
80. ↑  Heck 2014，第50-52頁.
81. 1 2  Heck 2014，第51頁.
82. 1 2 3 4  Klotter 2006，第110頁.
83. 1 2  Klotter 2006，第111頁.
84. ↑  Heck 2014，第59頁.
85. ↑  Heck 2014，第61頁.
86. 1 2  Harrison 1973，第127頁.
87. ↑  Heck 2014，第63頁.
88. 1 2 3 4  Klotter 2006，第112頁.
89. 1 2 3  Heck 2014，第67頁.
90. ↑  Heck 2014，第68頁.
91. ↑  Heck 2014，第72頁.
92. ↑  Heck 2014，第75頁.
93. 1 2  Breckinridge, John Cabell. . National Democratic Executive Committee. 1859-01-04  [2023-08-05]. （原始内容存档于2023-06-17） –Mississippi State University （英语）.
94. 1 2 3  Heck 2014，第79頁.
95. ↑  Davis 2010，第208頁.
96. ↑  Davis 2010，第209頁.
97. 1 2 3 4 5  Klotter 2006，第114頁.
98. 1 2  Heck 2014，第82頁.
99. 1 2  Heck 2014，第83頁.
100. 1 2 3 4  Klotter 2006，第115頁.
101. ↑  Heck 2014，第83-84頁.
102. 1 2  Heck 2014，第84頁.
103. ↑  Harrison 1973，第128頁.
104. 1 2 3 4  Heck 2014，第90頁.
105. 1 2 3 4  Kleber 1992，第118頁.
106. 1 2  Klotter 2006，第117頁.
107. 1 2 3 4 5  Klotter 2006，第118頁.
108. ↑  Heck 2014，第91頁.
109. ↑  Heck 2014，第97頁.
110. 1 2  Heck 2014，第94頁.
111. ↑  Heck 2014，第95頁.
112. 1 2  Klotter 2006，第119頁.
113. ↑  Heck 2014，第98頁.
114. ↑  Heck 2014，第98-99頁.
115. ↑  Heck 2014，第100頁.
116. 1 2 3  Harrison 1973，第129頁.
117. ↑  Heck 2014，第101頁.
118. 1 2 3 4 5 6 7  Harrison 1973，第130頁.
119. 1 2 3  Klotter 2006，第120頁.
120. ↑  . The History Channel.   [2023-08-08]. （原始内容存档于2023-04-22） （英语）.
121. ↑  . The New York Times. 1861-09-07: 1 （英语）.
122. 1 2  Heck 2014，第104頁.
123. 1 2  Heck 2014，第105頁.
124. 1 2  Eicher & Eicher 2001，第143頁.
125. ↑  U.S. Senate Historical Office 1995，第102-103頁.
126. 1 2  . Journal of the Senate of the United States of America (The Library of Congress): 22–23.   [2023-08-16]. （原始内容存档于2021-02-25） （英语）.
127. ↑  . United States Senate.   [2023-08-08]. （原始内容存档于2023-04-11） （英语）.
128. 1 2 3 4 5 6  Harrison 1973，第131頁.
129. ↑  Heck 2014，第108頁.
130. 1 2 3  Sifakis 1988，第72頁.
131. 1 2 3 4 5 6 7 8 9 10 11  Current, Richard Nelson. . Gale. 1993  [2023-08-08]. （原始内容存档于2023-06-23） （英语）.
132. ↑  Heck 2014，第109頁.
133. 1 2  Pollard 1994，第242頁.
134. ↑  Klotter 2006，第121頁.
135. ↑  . Encyclopedia Britannica.   [2023-08-08]. （原始内容存档于2023-03-21） （英语）.
136. 1 2 3 4 5 6 7 8 9 10 11 12 13  Harrison 1973，第132頁.
137. 1 2 3 4 5  Pollard 1994，第326-327頁.
138. 1 2  Klotter 2006，第123頁.
139. ↑  Klotter 2006，第124頁.
140. ↑  Heck 2014，第113頁.
141. ↑  Heck 2014，第113-114頁.
142. 1 2 3 4 5  Heck 2014，第114頁.
143. 1 2 3 4  Klotter 2006，第125頁.
144. 1 2 3 4 5 6 7  Harrison 1973，第133頁.
145. 1 2 3 4 5 6 7 8 9  Harrison 1973，第134頁.
146. 1 2 3 4  Heck 2014，第115頁.
147. 1 2 3  Pollard 1994，第350頁.
148. 1 2 3 4 5  Pollard 1994，第350-351頁.
149. ↑  Bragg, Braxton. . Civil War Home. 1863-02-23  [2023-08-08]. （原始内容存档于2023-04-18） （英语）.
150. ↑  . The History Channel.   [2023-08-08]. （原始内容存档于2023-05-12） （英语）.
151. ↑  Heck 2014，第116頁.
152. ↑  Heck 2014，第117頁.
153. 1 2  Davis 2010，第519頁.
154. ↑  Heck 2014，第119頁.
155. 1 2  . The New York Times. 1863-12-07: 4 （英语）.
156. ↑  Heck 2014，第121頁.
157. 1 2  Heck 2014，第123頁.
158. ↑  Davis 2010，第179-184頁.
159. ↑  Harrison 1973，第135頁.
160. 1 2 3 4  Davis 2010，第428, 430-433, 450-451頁.
161. 1 2  . National Park Service.   [2023-08-10]. （原始内容存档于2023-02-05） （英语）.
162. ↑  Eicher & Eicher 2001，第144頁.
163. ↑  Klotter 2006，第127頁.
164. 1 2  Heck 2014，第125頁.
165. 1 2 3 4  Heck 2014，第126頁.
166. 1 2  Heck 2014，第127頁.
167. 1 2  Heck 2014，第127-128頁.
168. ↑  Klotter 2006，第127-128頁.
169. 1 2 3 4 5  Klotter 2006，第128頁.
170. 1 2  McKnight 2006，第211頁.
171. 1 2  . Encyclopedia Virginia.   [2023-08-10]. （原始内容存档于2023-01-30） （英语）.
172. ↑  Heck 2014，第129頁.
173. 1 2 3 4 5  Harrison 1973，第137頁.
174. 1 2 3  Heck 2014，第132頁.
175. 1 2  Heck 2014，第133頁.
176. 1 2  Heck 2014，第134頁.
177. 1 2  Heck 2014，第135頁.
178. ↑  Harrison 1973，第138頁.
179. ↑  Davis 2010，第74, 513-514頁.
180. 1 2 3  Heck 2014，第137頁.
181. ↑  Klotter 2006，第129頁.
182. 1 2 3 4 5  Heck 2014，第138頁.
183. ↑  Davis 1991，第628-630頁.
184. ↑  Heck 2014，第139頁.
185. 1 2 3 4 5 6 7  Harrison 1973，第139頁.
186. 1 2  Heck 2014，第140頁.
187. 1 2 3 4  Heck 2014，第142頁.
188. 1 2  Heck 2014，第144頁.
189. ↑  Heck 2014，第145頁.
190. 1 2 3 4 5  Heck 2014，第147頁.
191. 1 2  Davis 2010，第550-551頁.
192. 1 2  Heck 2014，第146頁.
193. ↑  Heck 2014，第146-147頁.
194. 1 2 3 4  Harrison 1973，第140頁.
195. 1 2 3  Heck 2014，第148頁.
196. 1 2 3 4 5 6  Harrison 1973，第141頁.
197. 1 2  Heck 2014，第151頁.
198. 1 2 3 4  Heck 2014，第150頁.
199. ↑  Davis 2010，第589頁.
200. 1 2 3  Klotter 2006，第134頁.
201. ↑  Harrison 1973，第142頁.
202. ↑  Heck 2014，第153頁.
203. 1 2  Heck 2014，第154頁.
204. 1 2  Heck 2014，第156頁.
205. 1 2  Heck 2014，第157頁.
206. ↑  Klotter 2006，第135頁.
207. ↑  Harrison 1973，第144頁.
208. 1 2 3 4  Heck 2014，第159頁.
209. ↑  Heck 2014，第160頁.
210. ↑  Heck 2014，第161頁.
211. ↑  Davis 2010，第430頁.
212. ↑  Davis 2010，第543頁.
213. 1 2  Garrity 1974，第130-131頁.
214. ↑  Upham 1920，第578頁.
215. ↑  Eaton 1916，第266頁.
216. ↑  Hunt, William R. . Texas State Historical Association. 1952  [2023-08-11]. （原始内容存档于2023-04-27） （英语）.
217. 1 2  Hague, Rick. . Summit Daily News. 2015-05-08  [2023-08-11]. （原始内容存档于2023-03-07） （英语）.
218. ↑  . Town of Breckenridge.   [2023-08-11]. （原始内容存档于2007-02-09） （英语）.
219. 1 2 3  . Legends of America.   [2023-08-11]. （原始内容存档于2023-04-23） （英语）.
220. ↑  . The Kansas Historical Society.   [2023-08-11]. （原始内容存档于2023-04-18） （英语）.
221. ↑  . The Maysville Evening Bulletin. 1887-11-15: 2 （英语）.
222. ↑  . National Park Service. 1997-07-17  [2023-08-12]. （原始内容存档于2020-10-25） （英语）.
223. ↑  Eads, Morgan. . Lexington Herald Leader. 2017-10-17  [2023-08-12]. （原始内容存档于2017-10-18） （英语）.
224. ↑  Vandiver, Bailey. . The Kentucky Kernel. 2018-07-25  [2023-08-12]. （原始内容存档于2021-12-26） （英语）.
225. ↑  Musgrave, Beth. . Lexington Herald Leader. 2017-05-26  [2023-08-12]. （原始内容存档于2021-06-19） （英语）.
226. ↑  . The Hollywood Reporter. 2014-09-25  [2023-08-12]. （原始内容存档于2023-06-21） （英语）.

## 文獻
- Davis, William C. . New York, NY: HarperCollins. 1991. ISBN 978-0-06-016706-6 （英语）.
- Davis, William C. . Lexington, KY: The University Press of Kentucky. 2010. ISBN 978-0-8071-0068-4 （英语）.
- Eaton, David Wolfe. . Columbia, MO: The State Historical Society of Missouri. 1916 （英语）.
- Eicher, John H.; Eicher, David J. . Stanford, CA: Stanford University Press. 2001. ISBN 978-0-8047-3641-1 （英语）.
- Garrity, John A. (编). . New York, NY: Harper & Row. 1974. ISBN 978-0-04-011438-7 （英语）.
- Harrison, Lowell H. . Filson Club History Quarterly. 1973, 47 (2): 125–144 （英语）.
- Heck, Frank H. . Lexington, KY: The University Press of Kentucky. 2014 [1976]. ISBN 978-0-8131-5038-3 （英语）.
- Klotter, James C. . Lexington, KY: The University Press of Kentucky. 2006 [1986]. ISBN 978-0-8131-9165-2 （英语）.
- Kleber, John E. (编). . Lexington, KY: The University Press of Kentucky. 1992. ISBN 978-0-8131-1772-0 （英语）.
- McKnight, Brian D. . Lexington, KY: The University Press of Kentucky. 2006. ISBN 978-0-8131-2389-9 （英语）.
- Pollard, Edward A. . New York, NY: E.B. Treat & Co., Publishers. 1994 [1866]. ISBN 978-0-517-10131-5 （英语）.
- Sifakis, Stewart. . New York, NY: Facts on File. 1988. ISBN 0-8131-1772-0 （英语）.
- Upham, Warren. . Saint Paul, MN: Minnesota Historical Society. 1920 （英语）.
- U.S. Senate Historical Office. . Washington, D.C.: Government Printing Office. 1995. ISBN 978-0-16-063264-8 （英语）.

## 延伸閱讀
- Warner, Ezra J. . Baton Rouge, LA: Louisiana State University Press. 1959. ISBN 0-8071-0823-5 （英语）.
- Woodworth, Steven E. . Lawrence, KS: University Press of Kansas. 1990. ISBN 0-7006-0461-8 （英语）.